# Riquewihr
Riquewihr /ʁik(ə)viːʁ/ (Rïchewïhr en alsacien) est une commune française située dans la circonscription administrative du Haut-Rhin et, depuis le 1er janvier 2021, dans le territoire de la Collectivité européenne d'Alsace, en région Grand Est.
Cette commune se trouve dans la région historique et culturelle d'Alsace.

## Géographie

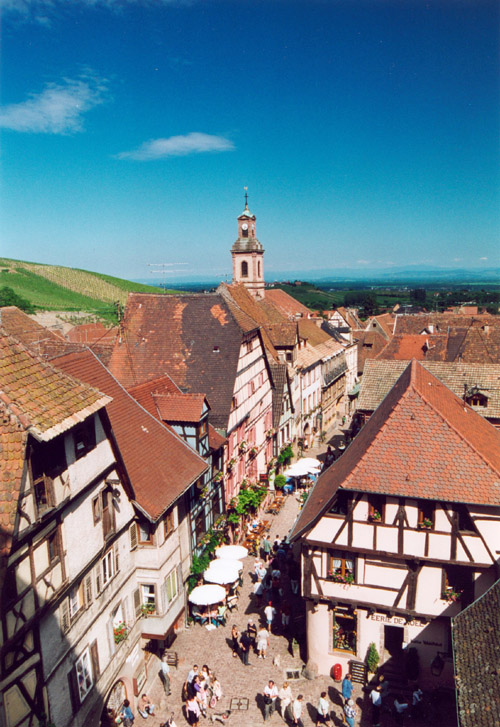
La rue du Général-de-Gaulle, vue depuis le Dolder.

### Localisation
Riquewihr est un village d'Alsace réputé, très visité pour son patrimoine architectural, une cité médiévale pittoresque, épargnée par les destructions des deux guerres mondiales. Le village est au sud de Hunawihr et de Ribeauvillé, à 10 km au nord de Kaysersberg, en plein cœur du vignoble alsacien, sur la route des vins d'Alsace.

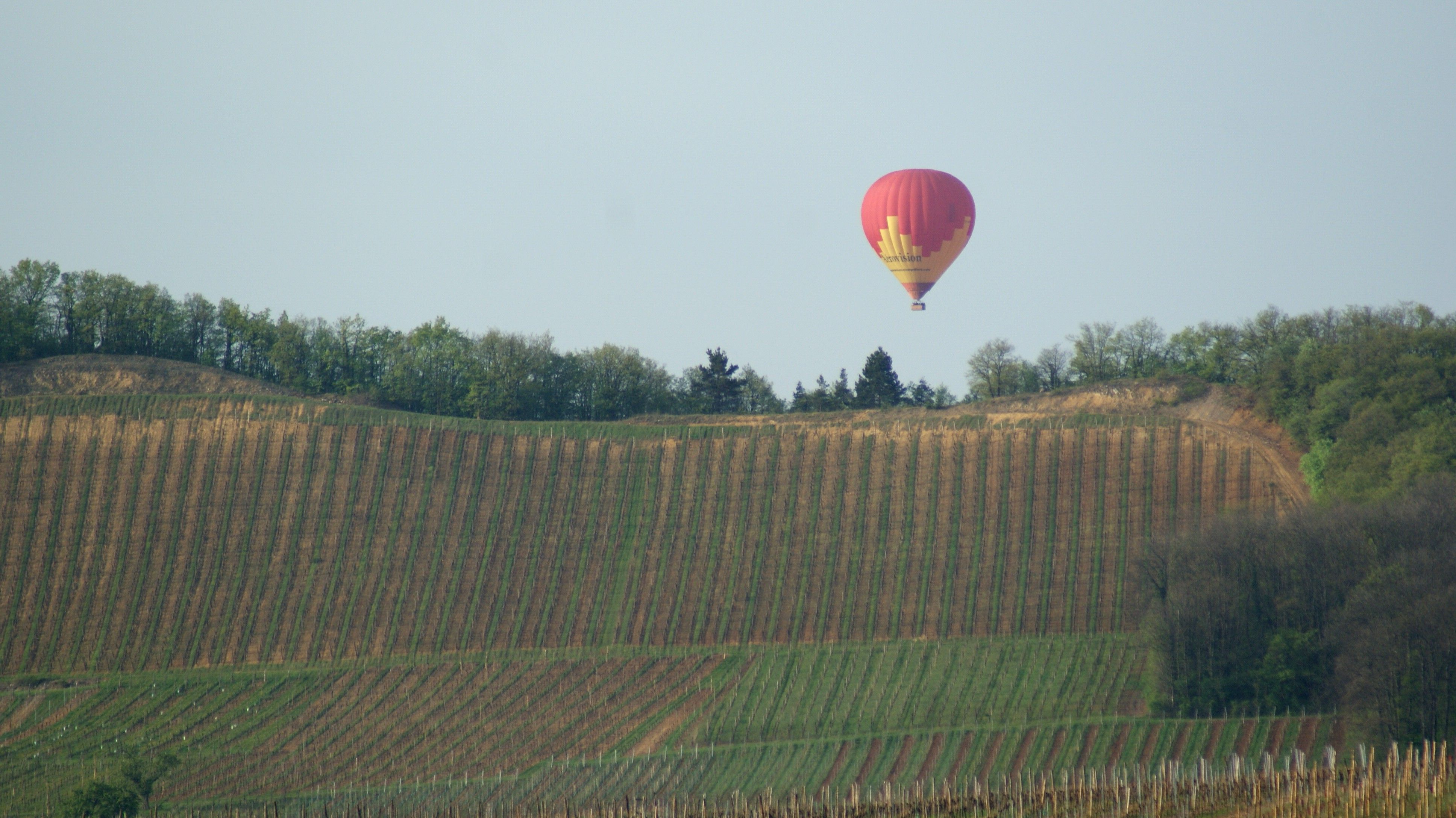
Vignobles de Riquewihr.

Blotti à l'entrée d'un vallon boisé, protégée par le Schœnenbourg contre les vents du nord, Riquewihr surplombe légèrement la plaine d'Alsace et offre une vue magnifique sur la vallée du Rhin, depuis les Alpes jusqu'à Sélestat.
Les trois collines environnantes ont donné le logo de la maison Hugel et fils, l'une des plus grandes familles viticoles de Riquewihr.
La douceur du climat local est très favorable à la culture de la vigne, les coteaux aux sols lourds et versants raides n'offrant point d'autres possibilités.
Riquewihr se trouve à 3 km de Hunawihr où est installé le parc des cigognes, à 5 km de Ribeauvillé, 5 km de Kaysersberg, 13 km de Colmar et 70 km de Strasbourg.
C'est une des 201 communes du parc naturel régional des Ballons des Vosges.
Les communes limitrophes sont  Aubure, Beblenheim, Hunawihr, Kaysersberg Vignoble, Mittelwihr, Ribeauvillé et Zellenberg.
| Aubure                                               | Ribeauvillé                                         | Hunawihr              |
|                                                      | Riquewihr                                           | Zellenberg Beblenheim |
| Kaysersberg commune déléguée de Kaysersberg Vignoble | Kientzheim commune déléguée de Kaysersberg Vignoble | Mittelwihr            |

### Hydrographie
La commune est dans le bassin versant du Rhin au sein du bassin Rhin-Meuse. Elle est drainée par le Sambach, le Strengbach et le Muesbach,,.
Le Sambach, d'une longueur de 11 km, prend sa source dans la commune  et se jette  dans la Fecht à Ostheim, après avoir traversé six communes. 

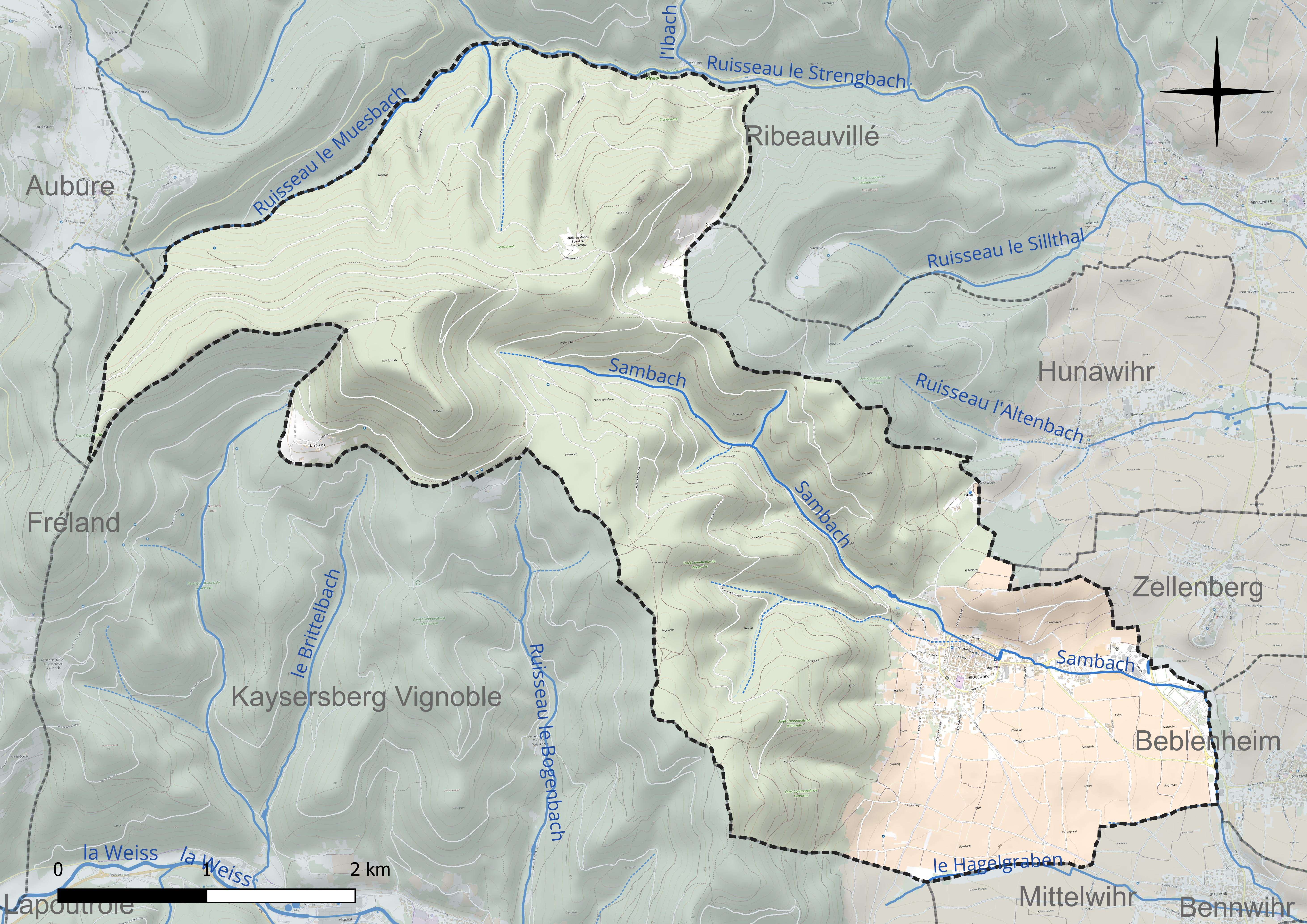
Réseau hydrographique de Riquewihr.

Le Strengbach, d'une longueur de 17 km, prend sa source dans la commune de Aubure et se jette  dans la Fecht à Guémar, après avoir traversé cinq communes. 

### Climat
Pour des articles plus généraux, voir Climat du Grand Est et Climat du Haut-Rhin.
En 2010, le climat de la commune est de type climat des marges montargnardes, selon une étude du Centre national de la recherche scientifique s'appuyant sur une série de données couvrant la période 1971-2000. En 2020, Météo-France publie une typologie des climats de la France métropolitaine dans laquelle la commune est exposée à un climat semi-continental et est dans la région climatique  Vosges, caractérisée par une pluviométrie très élevée (1 500 à 2 000 mm/an) en toutes saisons et un hiver rude (moins de 1 °C).
Pour la période 1971-2000, la température annuelle moyenne est de 10,2 °C, avec une amplitude thermique annuelle de 17,5 °C. Le cumul annuel moyen de précipitations est de 936 mm, avec 9,6 jours de précipitations en janvier et 9,8 jours en juillet. Pour la période 1991-2020, la température moyenne annuelle observée sur la station météorologique de Météo-France la plus proche, « Ribeau. - Verre », sur la commune de Ribeauvillé à 4 km à vol d'oiseau, est de 10,3 °C et le cumul annuel moyen de précipitations est de 994,9 mm. 
La température maximale relevée sur cette station est de 36,2 °C, atteinte le 25 juillet 2019 ; la température minimale est de −18,8 °C, atteinte le 20 décembre 2009,,.
Les paramètres climatiques de la commune ont été estimés pour le milieu du siècle (2041-2070) selon différents scénarios d'émission de gaz à effet de serre à partir des nouvelles projections climatiques de référence DRIAS-2020. Ils sont consultables sur un site dédié publié par Météo-France en novembre 2022.

## Urbanisme

### Typologie
Au 1er janvier 2024, Riquewihr est catégorisée petite ville, selon la nouvelle grille communale de densité à sept niveaux définie par l'Insee en 2022.
Elle appartient à l'unité urbaine de Bennwihr, une agglomération intra-départementale regroupant quatre  communes, dont elle est ville-centre,,. Par ailleurs la commune fait partie de l'aire d'attraction de Colmar, dont elle est une commune de la couronne,. Cette aire, qui regroupe 95 communes, est catégorisée dans les aires de 50 000 à moins de 200 000 habitants,.

### Occupation des sols
L'occupation des sols de la commune, telle qu'elle ressort de la base de données européenne d’occupation biophysique des sols Corine Land Cover (CLC), est marquée par l'importance des forêts et milieux semi-naturels (78,5 % en 2018), une proportion identique à celle de 1990 (78,5 %). La répartition détaillée en 2018 est la suivante : 
forêts (78,5 %), cultures permanentes (16,9 %), zones urbanisées (3 %), zones agricoles hétérogènes (1,6 %). L'évolution de l’occupation des sols de la commune et de ses infrastructures peut être observée sur les différentes représentations cartographiques du territoire : la carte de Cassini (XVIIIe siècle), la carte d'état-major (1820-1866) et les cartes ou photos aériennes de l'IGN pour la période actuelle (1950 à aujourd'hui).

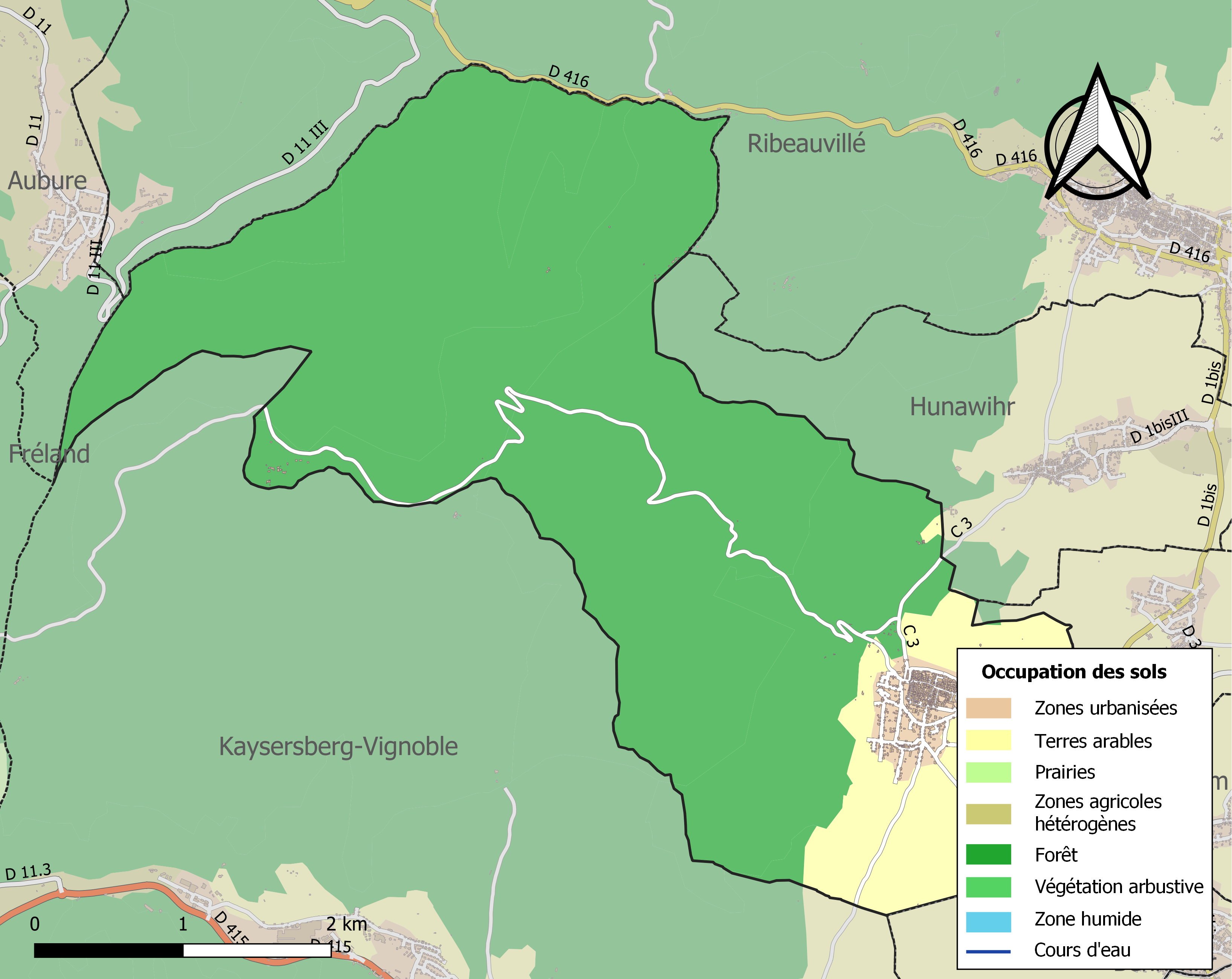
Carte des infrastructures et de l'occupation des sols de la commune en 2018 (CLC).

## Toponymie
En allemand, son nom est Reichenweier, parfois Reichenweiher ou Reichenweyer.
La légende raconte que le nom de Riquewihr venait d'une certaine comtesse Richilde, pour certains, fille d'Adélaïde, sœur du pape Léon IX, ou pour d'autres petite-fille de Sainte-Hune, qui serait, quant à elle, à l'origine de Hunawihr.

## Histoire

### Une ancienne cité romaine
Les origines de Riquewihr remontent à l'époque romaine. Les vestiges  d'un « speculum[Lequel ?] » (tour d'observation), les restes d'un mur et d'une tour, prouvent le passage d'une route montant par la vallée à Aubure passant près d'un ancien mur païen. Il est fort probable qu'il existait à cet endroit une halde avant l'entrée de la montagne ; la culture de la vigne laisse supposer une petite agglomération fortifiée[C'est-à-dire ?]. Des tombeaux trouvés dans les alentours prouvent l'existence d'une localité aux environs des VIIIe et IXe siècles.

### Une propriété des ducs d'Alsace
Vers l'an 1000, Riquewihr fut avec son château de Reichenstein la propriété des ducs d'Alsace et d'Eguisheim-Dabo. Il est cité pour la première fois sous le nom de « Richovilare » en 1049 dans une donation au monastère de Sainte-Croix-en-Plaine, près de Colmar. En 1094, l'abbaye de Sainte-Croix-en-Plaine possède des vignes à Riquewihr. Le village de Richovilare du XIe siècle passa aux mains des comtes d'Eguisheim-Dabo.

### Les Reichenstein et la destruction du château de Reichenstein
À partir du XIIIe siècle, le domaine tomba dans les mains d'une famille noble, les Reichenstein, mais ses membres se firent une mauvaise renommée de seigneurs-brigands. En 1269, afin de rétablir l'ordre et la sécurité, Rodolphe de Habsbourg, futur empereur d'Allemagne, assiège le château de Reichenstein avec le concours des troupes de la ville de Strasbourg et de Colmar. Les seigneurs, les deux frères Gislin, furent condamnés à mort et pendus à un chêne tout près du château dont les vestiges et le donjon sont encore visibles. Après l'exécution des chevaliers, Rodolphe se rendit dans le village de Riquewihr où il partagea un verre de vin avec les habitants. Le lendemain, en rentrant à cheval avec son métayer de Guémar, Roldolphe proclama que le village de Riquewihr méritait d'être érigé en ville car, grâce à ce « diable de vin », il s'était fait tutoyer par les anciens du conseil et ne voulait pas qu'on puisse lui reprocher de se faire aussi tutoyer par les paysans. La disparition du château devint pour la ville le point de départ d'une période faste.

### Les sires de Horbourg et la construction du mur d'enceinte

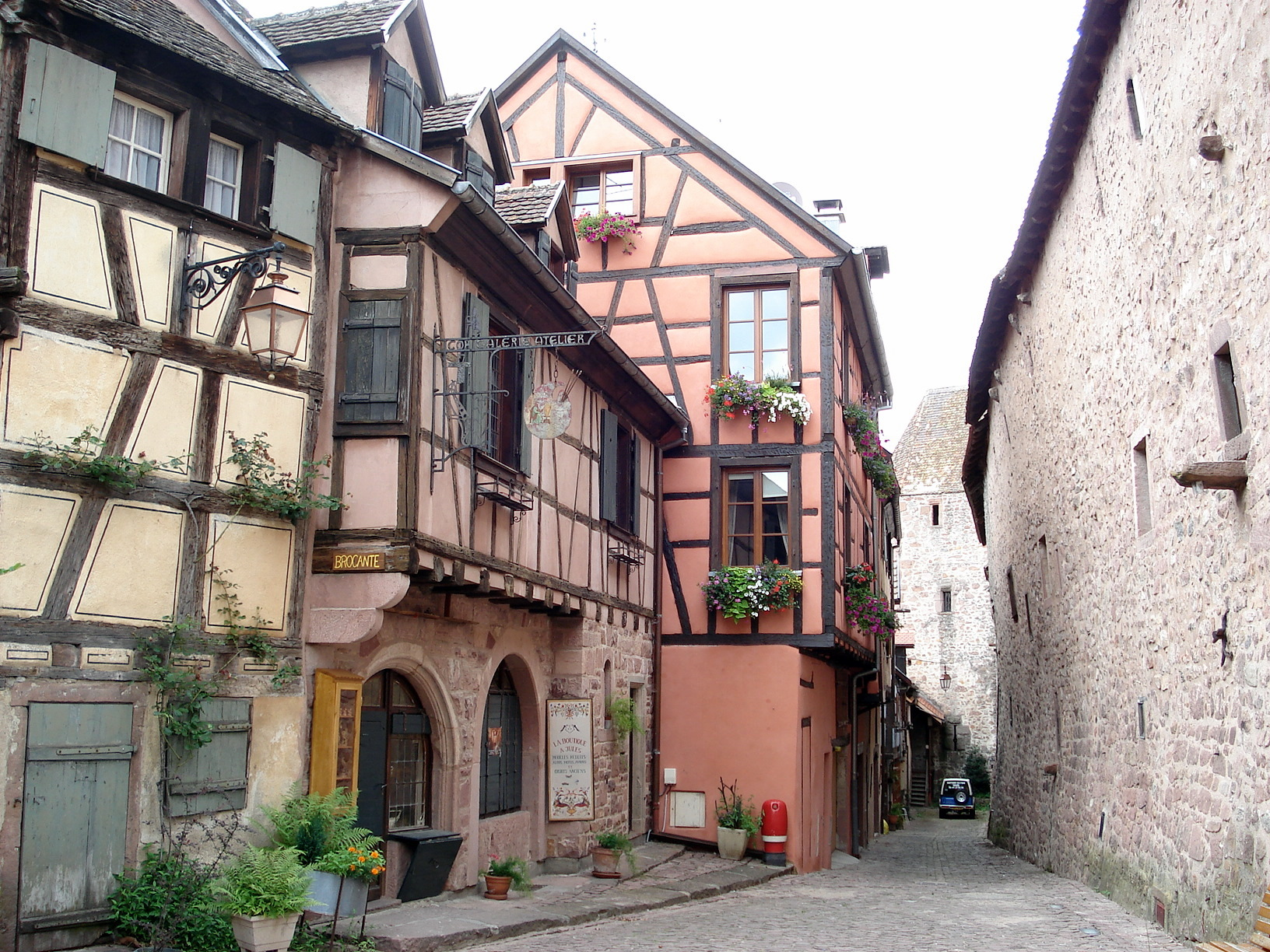
Rue de la Caserne. À droite, portion occidentale de la muraille d'enceinte du XIIIe siècle.

La ville et le château étant devenus la propriété des sires de Horbourg au sein de la seigneurie de Riquewihr, Burkhardt II de Horbourg fait, en 1291, élever une enceinte rectangulaire percée de trois portes et ceint le bourg d'un large et profond fossé. Ainsi Riquewihr devint une petite forteresse de 300 m de long et de 220 m de large, qui pouvait au besoin abriter les habitants de plusieurs villages voisins. 
L'accès de la ville était assuré par deux portes, celle du bas, détruite en 1804, et celle du haut, connue sous le nom de « Dolder ». Cette porte surplombée d'une tour à cinq étages a une hauteur de 25 mètres. Le passage pouvait au moment du danger être fermé par une porte très solide à deux battants et par une herse. La cloche dans le petit clocheton servait de signal d'alarme en cas d'approche de l'ennemi venant de la plaine. L'intérieur du Dolder servait autrefois de lieu d'habitation au gardien du village. Cette enceinte existe encore en partie au XXIe siècle. On peut ainsi encore voir les murs d'enceinte nord et ouest et les tours emblématiques de la cité : le Dolder et la Tour des Voleurs. Un coup d'œil le long du mur d'enceinte, à droite et à gauche du Dolder et le long de la Semme, donne une idée, à côté de son aspect pittoresque, de la solidité et de l'importance de ces fortifications. En 1320, les Horbourg obtinrent l'autorisation d'élever leur domaine en « ville », donnant ainsi une certaine importance à la cité.

### Les comtes de Wurtemberg et la Réforme

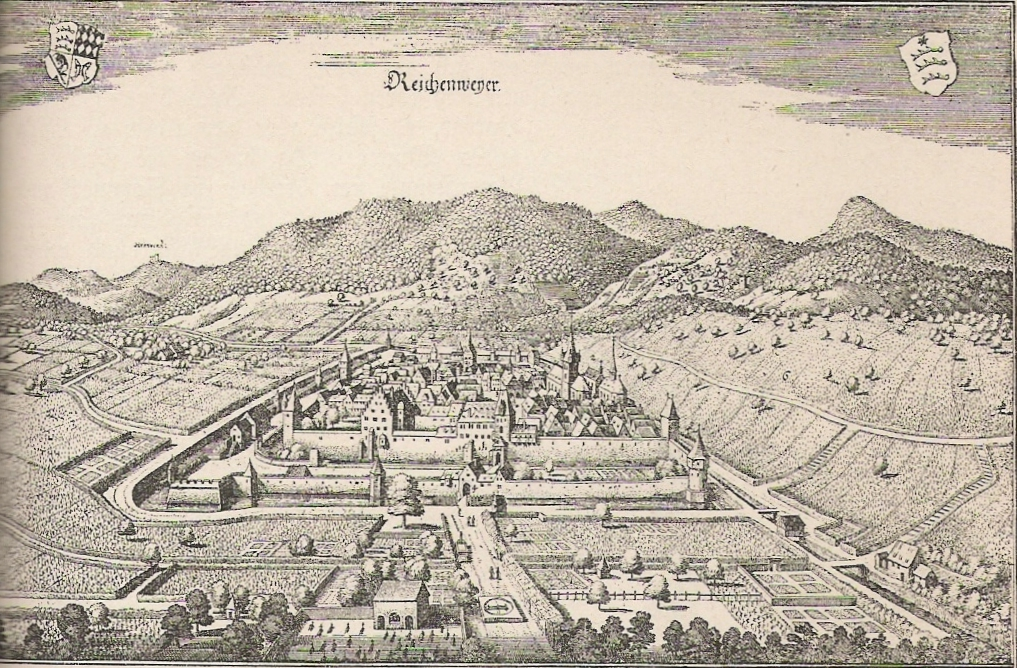
Reichenweiher (Riquewihr) en Alsace. Image de Merian. Extrait de l'ouvrage Geschichte von Wurtemberg, Stuttgart, 1896.

Sans postérité, les sires de Horbourg vendent en 1324 leurs terres à Ulrich III de Wurtemberg. 
En 1397, le comte Eberhard IV de Wurtemberg prend pour fiancée l'héritière du comté de Montbéliard, Henriette d'Orbe, encore enfant. Riquewihr étant devenue capitale, les deux familles, les Wurtemberg-Monbéliard, gouvernent sagement[évasif] leur domaine qui connut alors une grande prospérité jusqu'à la guerre de Trente Ans.
Un dicton du XIVe siècle évoque « trois églises sur un cimetière » :
- l'église paroissiale consacrée à Sainte-Marguerite (en raison des lézardes qui touchaient principalement la nef et le chœur elle est désafectée en 1833 et démolie en 1845. Ell est remplacée par l'église protestante Sainte-Marguerite construite de 1846 à 1859 et l'église catholique Sainte-Marguerite construite de 1846 à 1849)
- l'église Notre-Dame
- l'église Saint-Erard liée à l'hôpital

Le commerce florissant du vin qui s'exportait dans tout l'Empire et les pays hanséatiques amene une grande prospérité, comme en témoignent les demeures remarquables datées pour l'essentiel du XVIe siècle.
En 1420, les habitants expulsent les Juifs du bourg « non par une décision du magistrat mais par la haine et la fureur du peuple ». 
En 1525, Riquewihr est entraîné dans la guerre des paysans. 
En 1534, le comte Georges de Wurtemberg, luthérien, introduit la Réforme dans la seigneurie.

### La guerre de Trente Ans
Lors de la guerre de Trente Ans (1618-1648), les armées sous différentes bannières déferlèrent sur l'Alsace et dévastèrent la majeure partie des villes et villages. En 1635 et 1652, Riquewihr fut assiégée, prise et pillée par les troupes du duc de Lorraine. Depuis 1607, le burgvogt, connu sous le nom de Johann Conrad Krämer, y résida jusqu'en 1626. Sous son règne, des travaux de restauration et de consolidation furent entrepris et permirent à la population de Riquewihr de trouver refuge à l'intérieur des murs fortifiés. Au cours de cette période, l'Alsace dut faire face à toutes sortes d'armées qui pillaient et rançonnaient la population. En 1626, le nouveau burgvogt s'appelait Michel Hauweber. Il était chargé par le duc de Wurtemberg de respecter un cahier des charges draconien, comme défendre à tout prix le château et les bois autour de la forteresse. En 1635, la ville de Riquewihr fut occupée par un détachement français de seize hommes venus de Colmar. Le burgvogt fit faire de nombreux travaux et fortifia les murs.
La ville fut bombardée par six pièces d'artillerie. La petite garnison réfugiée au château de Bilstein résista vaillamment. C'est alors que le commandant en chef de Colmar, Manicamp, décida d'envoyer des renforts à Riquewihr pour enfoncer les murs du château mais le détachement se perdit dans les bois et la troupe envoyée en renfort fut dispersée par les paysans du Val d'Orbey. Cependant, une petite colonne finit par se trouver devant le château et ouvrit des brèches dans son système de défense. L'assaut devint inévitable. Le commandant demanda alors aux défenseurs de Riquewihr de renoncer à protéger le village en promettant la vie sauve à la population si elle lui ouvrait les portes. Les habitants finirent par les ouvrir le 26 juin 1635 mais les troupes ne respectèrent pas scrupuleusement leur promesse et on assista alors à des exécutions sommaires et à des règlements de compte. Aux meurtres succédèrent la famine et les épidémies de peste, de choléra et de typhus qui décimèrent une grande partie de la population ; Riquewihr eut beaucoup de mal à se relever de ces désolations, le passage des armées du roi de France en 1675 n'arrangeant pas la situation. En 1680, les émissaires de Louis XIV prirent possession de Riquewihr, qui resta cependant soumise aux lois et coutumes du Saint-Empire romain germanique et aux ordres des comtes de Wurtemberg.

### La période pré-révolutionnaire
Riquewihr fut ensuite définitivement rattachée à la France en 1786, rattachement entériné par le traité de Paris du 21 mai 1786 entre le roi de France et le duc de Wurtemberg. Au cours de la Révolution, la famille des Wurtemberg dut abandonner ses autres possessions en Alsace, notamment la principauté de Montbéliard.

### La Seconde Guerre mondiale
Contrairement aux autres villages de la région (tels Mittelwihr, Bennwihr ou Sigolsheim), Riquewihr a miraculeusement échappé aux destructions de la Seconde Guerre mondiale du fait de sa position en cul-de-sac. Cette préservation de son patrimoine ancien en fait l'un des villages les plus visités d'Alsace, notamment en période estivale.

### Héraldique
| Blason de Riquewihr | Les armes de Riquewihr se blasonnent ainsi : d'or aux trois ramures de cerf de sable posées en fasce et rangées en pal, la point à dextre, chevillées chacune de cinq pièces, surmontées d'une étoile de six rais du même. |

Il s'inspire des armes des sires de Horbourg et de celui des comtes, puis des ducs de Wurtemberg.

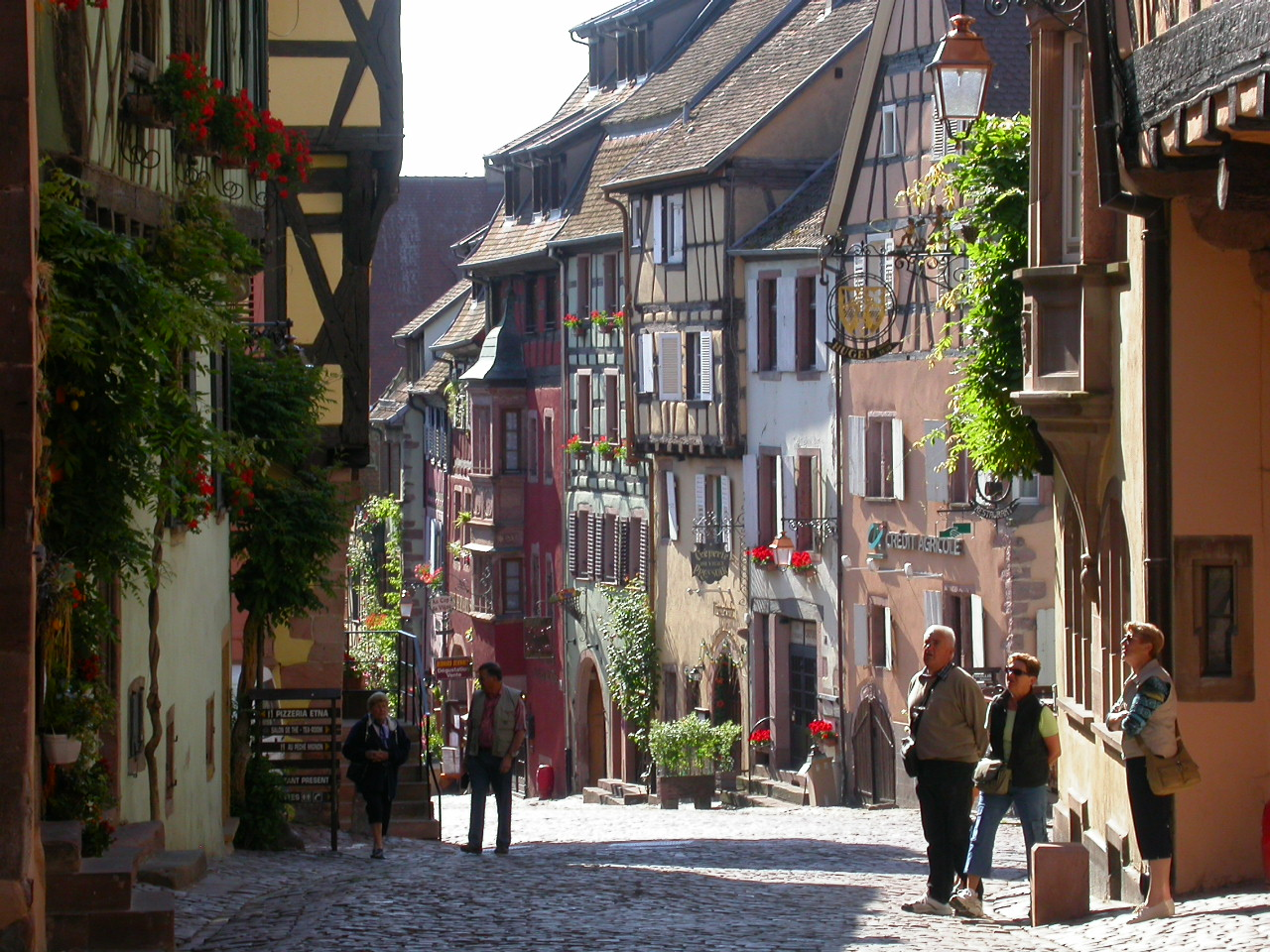
Rue du Général-de-Gaulle.

## Politique et administration

### Liste des maires
| Période                                  | Période                   | Identité                                    | Étiquette   | Qualité     |
| ---------------------------------------- | ------------------------- | ------------------------------------------- | ----------- | ----------- |
| mars 2001                                | 2014                      | Jean Buttighoffer                           |             |             |
| mars 2014                                | En cours (au 23 mai 2020) | Daniel Klack Réélu pour le mandat 2020-2026 | UMP puis LR | Agriculteur |
| Les données manquantes sont à compléter. |                           |                                             |             |             |

### Finances locales
Cette sous-section présente la situation des finances communales de Riquewihr.
Pour l'exercice 2013, le compte administratif du budget municipal de Riquewihr s'établit à  3 441 000 € en dépenses et 4 032 000 € en recettes :
En 2013, la section de fonctionnement se répartit en 1 660 000 €  de charges (1 334 € par habitant) pour 2 287 000 € de produits (1 837 € par habitant), soit un solde de 627 000 € (503 € par habitant), :
- le principal pôle de dépenses de fonctionnement est celui des charges de personnels[Note 8] pour une valeur totale de 695 000 € (42 %), soit 558 € par habitant, ratio supérieur de 119 % à la valeur moyenne pour les communes de la même strate (255 € par habitant). Sur la période 2009 - 2013, ce ratio fluctue et présente un minimum de 477 € par habitant en 2009 et un maximum de 558 € par habitant en 2013 ;
- la plus grande part des recettes est constituée des impôts locaux[Note 9] pour  853 000 € (37 %), soit 685 € par habitant, ratio supérieur de 87 % à la valeur moyenne pour les communes de la même strate (366 € par habitant). Sur les 5 dernières années, ce ratio fluctue et présente un minimum de 575 € par habitant en 2009 et un maximum de 685 € par habitant en 2013.

Les taux des taxes ci-dessous sont votés par la municipalité de Riquewihr. Ils ont varié de la façon suivante par rapport à 2012 :
- la taxe d'habitation égale 14,56 % ;
- la taxe foncière sur le bâti constante 9,28 % ;
- celle sur le non bâti égale 38,00 %.

La section investissement se répartit en emplois et ressources. Pour 2013, les emplois comprennent par ordre d'importance :
- des dépenses d'équipement[Note 11] pour une valeur totale de 1 628 000 € (91 %), soit 1 307 € par habitant, ratio supérieur de 253 % à la valeur moyenne pour les communes de la même strate (370 € par habitant). Depuis 5 ans, ce ratio fluctue et présente un minimum de 609 € par habitant en 2010 et un maximum de 1 307 € par habitant en 2013 ;
- des remboursements d'emprunts[Note 12] pour une somme de 133 000 € (7 %), soit 107 € par habitant, ratio supérieur de 53 % à la valeur moyenne pour les communes de la même strate (70 € par habitant).

Les ressources en investissement de Riquewihr se répartissent principalement en :
- subventions reçues pour un montant de 334 000 € (19 %), soit 268 € par habitant, ratio supérieur de 239 % à la valeur moyenne pour les communes de la même strate (79 € par habitant). En partant de 2009 et jusqu'à 2013, ce ratio fluctue et présente un minimum de 95 € par habitant en 2011 et un maximum de 285 € par habitant en 2009 ;
- nouvelles dettes pour un montant de 250 000 € (14 %), soit 201 € par habitant, ratio supérieur de 131 % à la valeur moyenne pour les communes de la même strate (87 € par habitant).

L'endettement de Riquewihr au 31 décembre 2013 peut s'évaluer à partir de trois critères : * l'encours de la dette, l'annuité de la dette et sa capacité de désendettement :
- l'encours de la dette pour un montant de 1 436 000 €, soit 1 153 € par habitant, ratio supérieur de 69 % à la valeur moyenne pour les communes de la même strate (682 € par habitant). Depuis 5 ans, ce ratio fluctue et présente un minimum de 730 € par habitant en 2010 et un maximum de 1 153 € par habitant en 2013[A2 5] ;
- l'annuité de la dette pour une valeur de 176 000 €, soit 142 € par habitant, ratio supérieur de 49 % à la valeur moyenne pour les communes de la même strate (95 € par habitant). Sur les 5 dernières années, ce ratio fluctue et présente un minimum de 88 € par habitant en 2010 et un maximum de 142 € par habitant en 2013[A2 5] ;
- la capacité d'autofinancement (CAF) pour  694 000 €, soit 558 € par habitant, ratio supérieur de 198 % à la valeur moyenne pour les communes de la même strate (187 € par habitant). En partant de 2009 et jusqu'à 2013, ce ratio fluctue et présente un minimum de 378 € par habitant en 2009 et un maximum de 637 € par habitant en 2012[A2 6]. La capacité de désendettement est d'environ 2 années en 2013. Sur une période de 14 années, ce ratio est constant et faible (inférieur à 4 ans).

## Démographie
L'évolution du nombre d'habitants est connue à travers les recensements de la population effectués dans la commune depuis 1793. Pour les communes de moins de 10 000 habitants, une enquête de recensement portant sur toute la population est réalisée tous les cinq ans, les populations de référence des années intermédiaires étant quant à elles estimées par interpolation ou extrapolation. Pour la commune, le premier recensement exhaustif entrant dans le cadre du nouveau dispositif a été réalisé en 2006.

En 2022, la commune comptait 1 004 habitants, en évolution de −7,21 % par rapport à 2016 (Haut-Rhin : +0,66 %, France hors Mayotte : +2,11 %).
| 1793  | 1800  | 1806  | 1821  | 1831  | 1836  | 1841  | 1846  | 1851  |
| ----- | ----- | ----- | ----- | ----- | ----- | ----- | ----- | ----- |
| 1 728 | 1 758 | 1 709 | 1 703 | 1 931 | 1 949 | 1 836 | 1 883 | 1 833 |

| 1856  | 1861  | 1866  | 1871  | 1875  | 1880  | 1885  | 1890  | 1895  |
| ----- | ----- | ----- | ----- | ----- | ----- | ----- | ----- | ----- |
| 1 674 | 1 904 | 1 775 | 1 773 | 1 679 | 1 677 | 1 698 | 1 714 | 1 698 |

| 1900  | 1905  | 1910  | 1921  | 1926  | 1931  | 1936  | 1946  | 1954  |
| ----- | ----- | ----- | ----- | ----- | ----- | ----- | ----- | ----- |
| 1 659 | 1 539 | 1 438 | 1 333 | 1 246 | 1 192 | 1 220 | 1 435 | 1 404 |

| 1962  | 1968  | 1975  | 1982  | 1990  | 1999  | 2006  | 2011  | 2016  |
| ----- | ----- | ----- | ----- | ----- | ----- | ----- | ----- | ----- |
| 1 397 | 1 322 | 1 195 | 1 045 | 1 075 | 1 212 | 1 273 | 1 174 | 1 082 |

| 2021  | 2022  | - | - | - | - | - | - | - |
| ----- | ----- | - | - | - | - | - | - | - |
| 1 032 | 1 004 | - | - | - | - | - | - | - |

## Lieux et monuments

### Vestiges du château de Bilstein

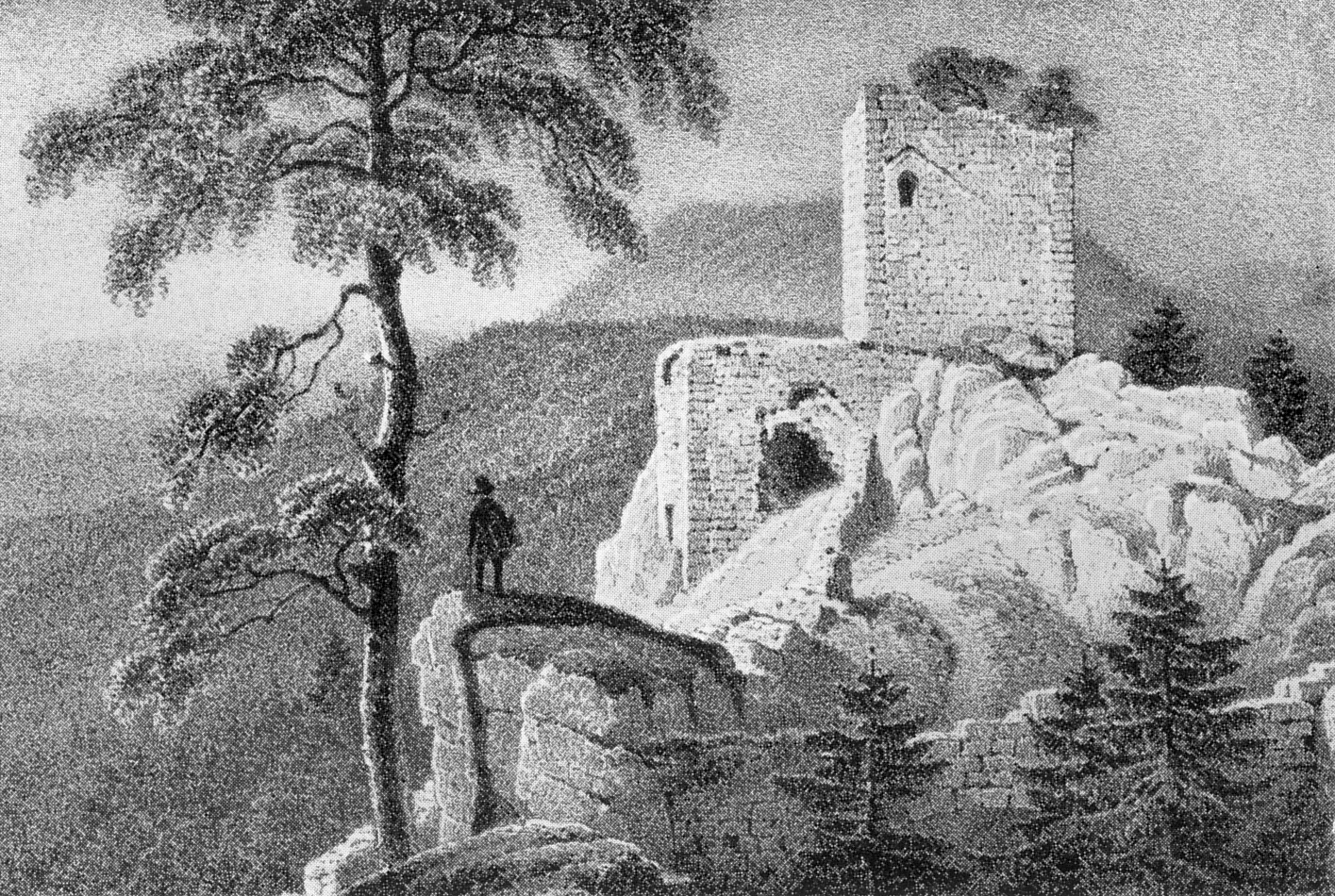
Château de Bilstein en 1863.

Les ruines du château fort situé sur la route d'Aubure, à l'est de Ribeauvillé, se trouvent au sud de la vallée du Strengbach, entre le col Haut de Ribeauvillé et la vallée de Sainte-Marie-aux-Mines. Elles se dressent sur une crête rocheuse du Schlossberg à 700 mètres d'altitude. Ce château est mentionné pour la première fois en 1217 dans la chronique de Richer, moine et abbé de Senones. Il appartenait alors au duc de Lorraine qui le céda en fief à la famille des Horbourg.
Pour le distinguer d'un autre château portant le même nom mais situé au val de Villé près d'Urbeis, on lui a accolé de nom de château de Bilstein d'Aubure. Ce dernier le conserva jusqu'en 1324 puis il fut vendu à leur oncle le comte Ulrich III de Wurtemberg. Il transféra en 1387 l'image miraculeuse de la Vierge dans l'église Notre-Dame de Riquewihr. Le donjon et la chemise datent probablement du XIIe  - début  XIIIe siècle et la porte haute qui a été refaite au XIVe siècle. Ce château fut restauré à plusieurs reprises aux XVe, XVIe et XVIIe siècles. En 1388, les villes souabes et alsaciennes rassemblées déclarèrent la guerre au duc de Bavière et à ses alliés dont le comte Eberhard de Wurtemberg. Il leur fut demandé d'épargner le château de Bilstein.
En 1424, Ferry, bâtard de Charles II de Lorraine, en obtint la jouissance. Les habitants de Beblenheim payaient en 1472 une redevance afin que le châtelain surveille leurs forêts. En 1547, l'empereur était en guerre contre les Wurtemberg et fit le siège du château. Pendant la guerre de Trente Ans, du 10 au 13 janvier 1636, il fut occupé et ruiné par les troupes impériales du comte de Schlick. Un incendie survenu en 1640 acheva de le ruiner complètement. Le dernier bailli du château qui prit possession des ruines prit ses fonctions en 1655. Devant l'ampleur des réparations, il fut petit à petit délaissé et servit de carrière à la population de Riquewihr. Le Château de Bilstein allait servir de prison à diverses reprises jusqu'en 1489,.

### Vestiges du château de Reichenstein
Près de Riquewihr existent encore les ruines du château de Reichenstein (Castrum Richenstein) qui fut détruit en 1269 par Rodolphe de Habsbourg à cause des brigandages exercés par ses possesseurs, les frères Giselin,.

### Hôtel de ville de 1809
Édifice néo-classique,,.

### Ancien château des Wurtemberg
Ancien château des comtes de Montbéliard-Wurtemberg, 2e quart XVIe siècle (1539), classé au titre des monuments historiques par arrêté du 23 février 1900,. Il abrite désormais le musée de la Communication.

#### Musée de la Communication en Alsace
C'est sur l'initiative des « Amis de l'Histoire des PTT d'Alsace » (Postes, diligences, telecoms) que ce musée a été créé et qu'il a reçu l'approbation du conseil municipal. Il est installé dans l'ancien château des comtes de Wurtemberg, désaffecté comme école en 1970-1971. C'est le seul musée de ce genre en France. On peut y voir de nombreuses pièces de l'histoire de la poste en Alsace. Il a évolué pour devenir le Musée de la Communication en Alsace. Il fermera définitivement en décembre 2016.

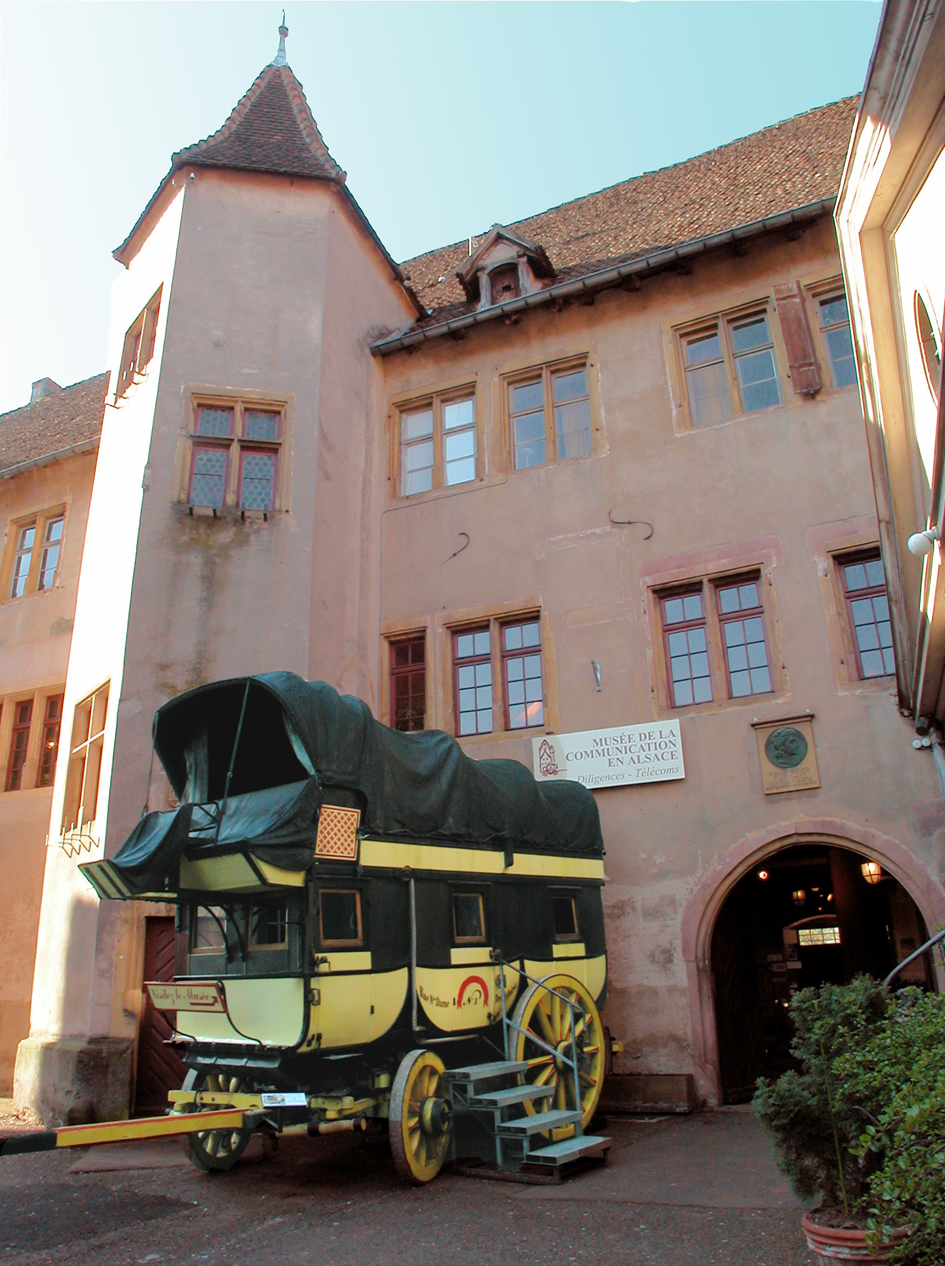
Ancien château des comtes de Wurtemberg, aujourd'hui musée de la Communication en Alsace.
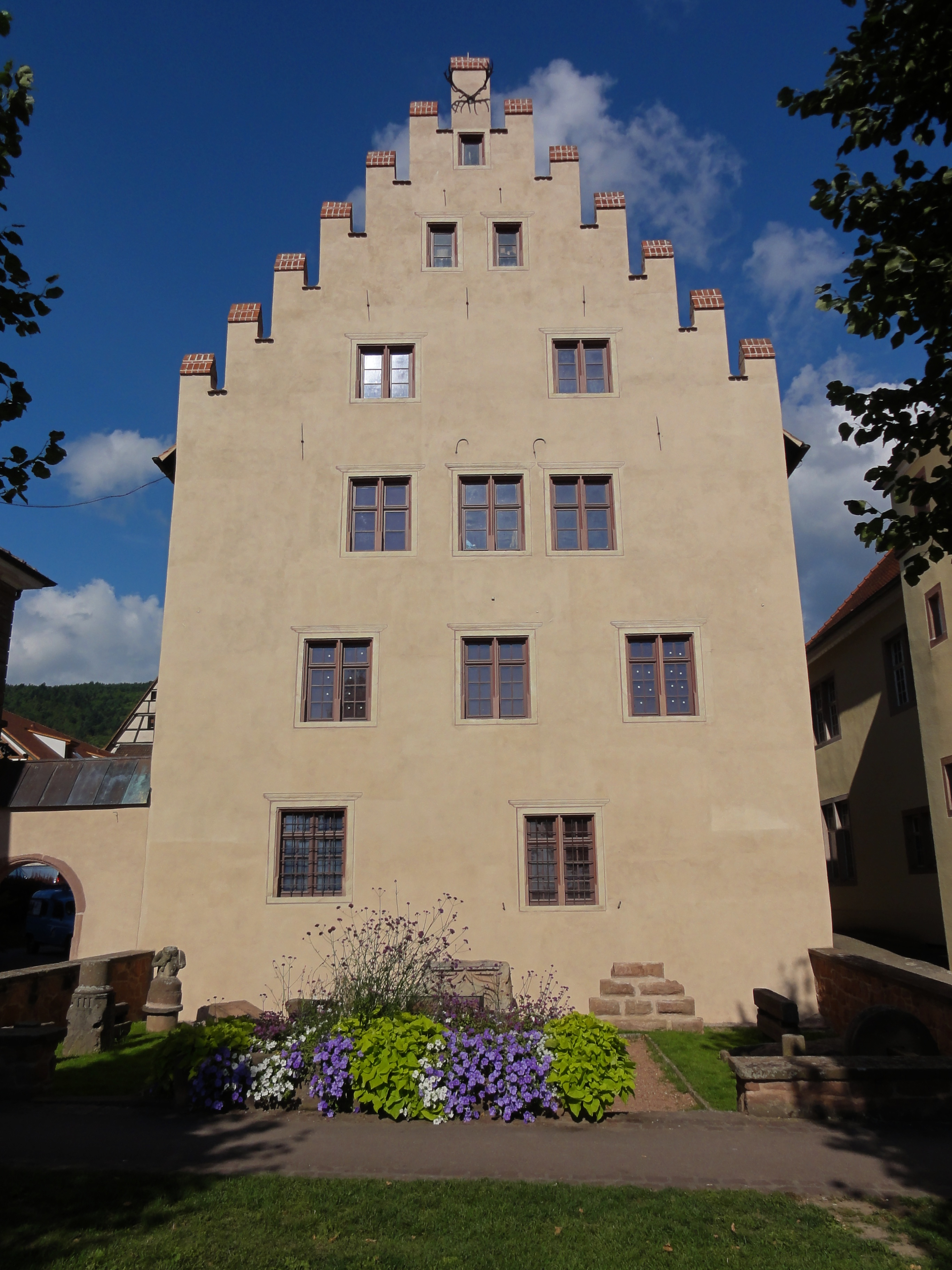
Façade latérale avec pignon Renaissance.
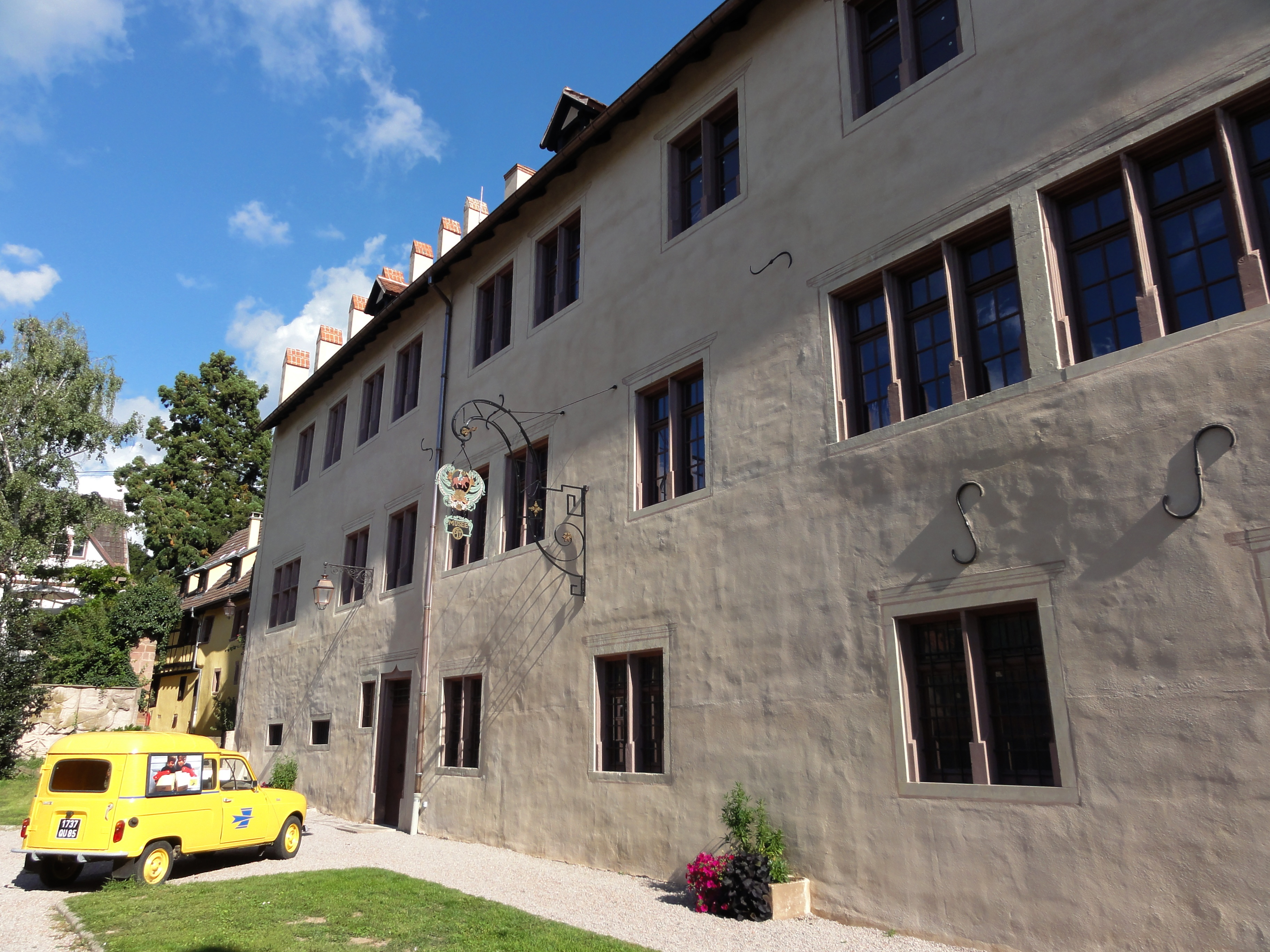
Façade arrière.
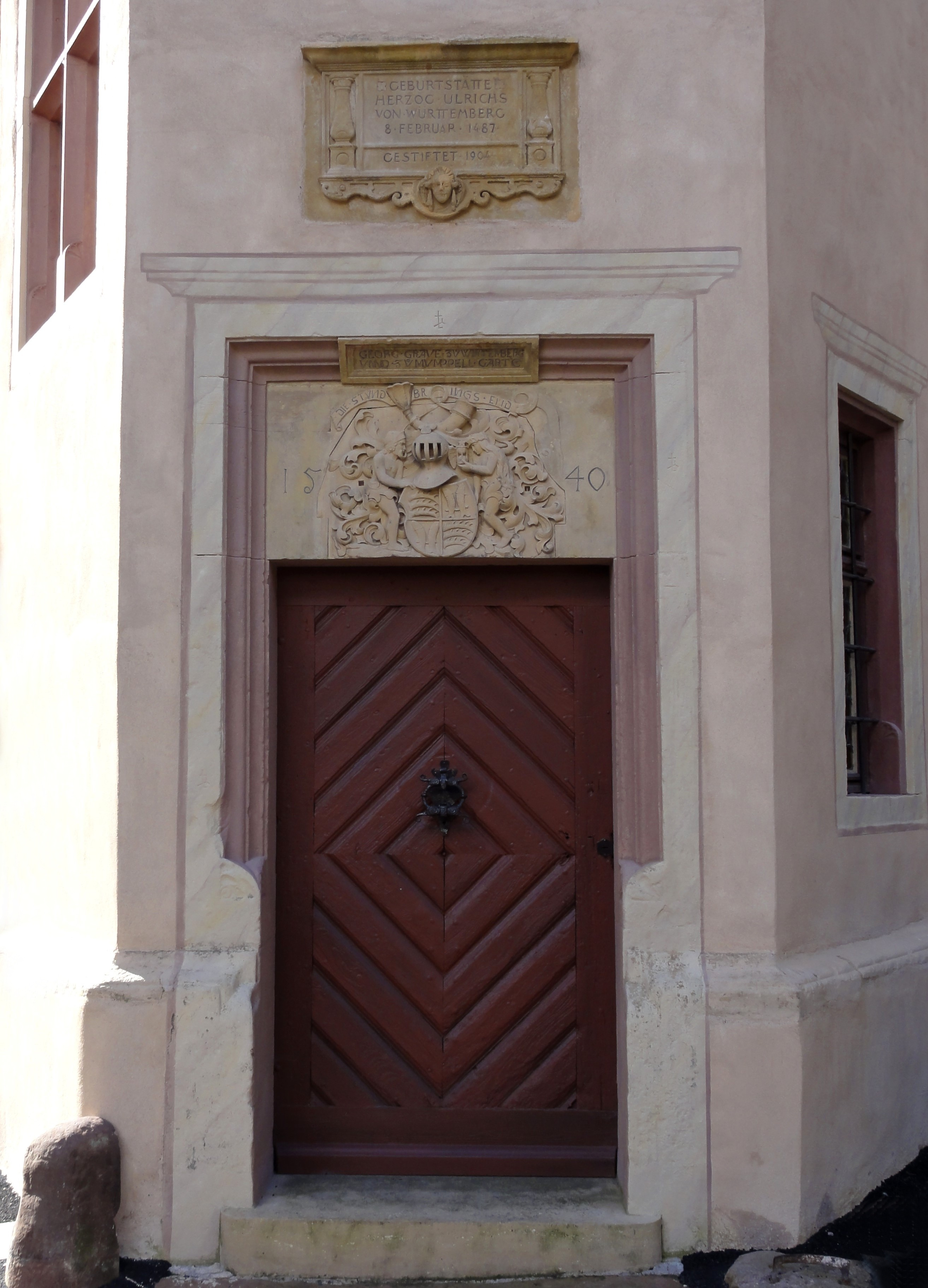
Porte d'entrée de la tourelle d'escalier.

### Ancienne cour de l'abbaye d'Autrey (1510)
En 1579, le vigneron et bourgeois de Riquewihr, Melchior Strauss acheta aux chanoines augustins d'Autrey, près de Rambervillers (Vosges) cette cour mentionnée un siècle plus tôt. Elle fut restaurée de 1579 à 1581 par un entrepreneur de Milan, Antoine Muzat. L'année 1581 se trouve sur la porte de la tourelle et sur une pierre du chaînage d'angle près de l'oriel. Le receveur ecclésiastique Jean Fehr s'y installa comme locataire. Cette tourelle monte de la cave aux combles par un escalier à vis suspendu. Sa voûte à huit nervures supporte une terrasse dont le garde-corps est orné d'un réseau de pierres constituant une véritable dentelle (classé monument historique en 1990),.

### Ancienne cour des Évêques de Strasbourg (1506)
Partie de l'ancienne cour de Strasbourg, portant la date de 1550 sur le linteau d'une baie à deux meneaux,.

### Ancien hôtel de Berkheim (1523)
Ancien hôtel de Berkheim, 37 rue du Général-de-Gaulle.

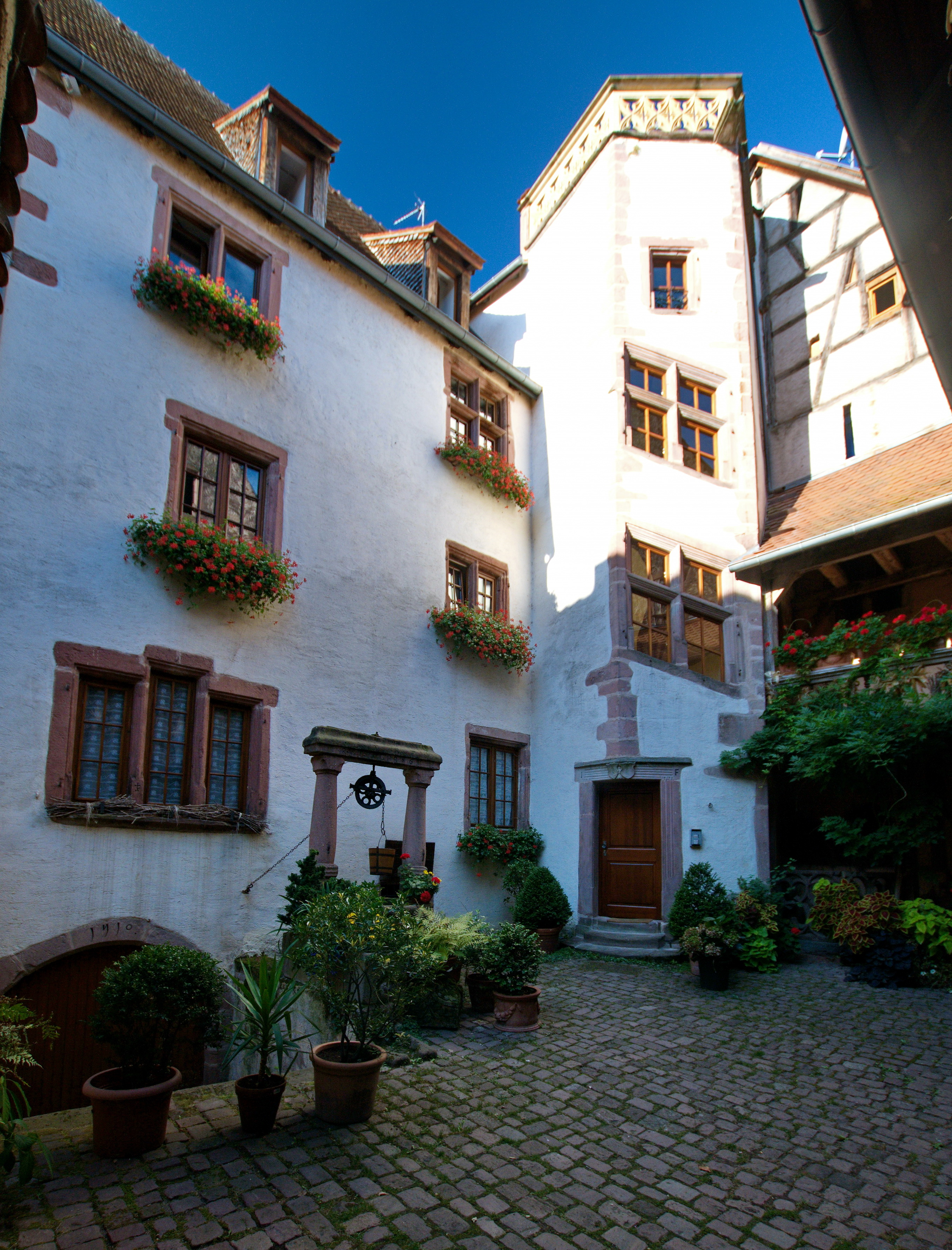
Ancienne cour de l'abbaye d'Autrey (1510).
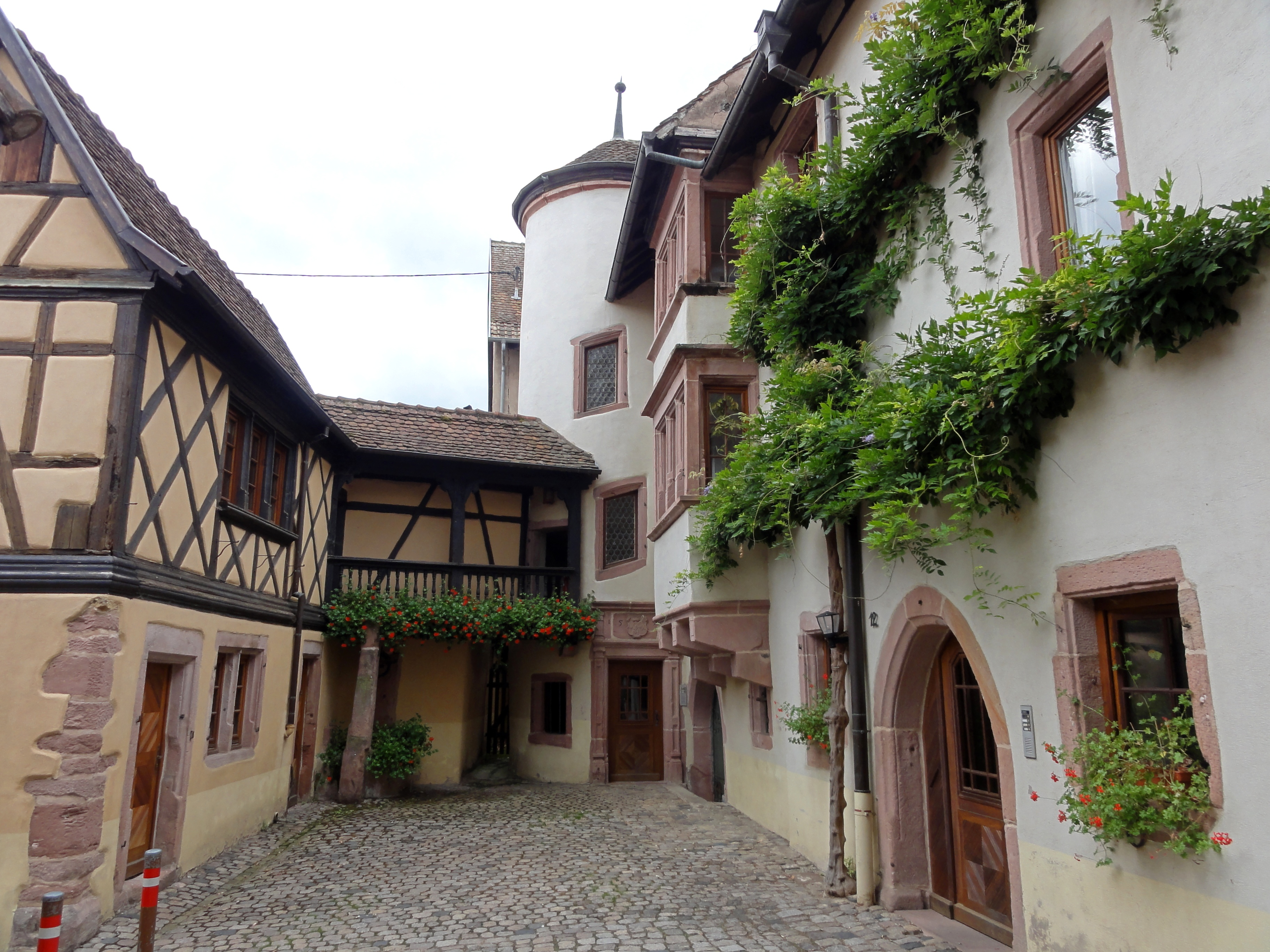
Ancienne cour des Évêques de Strasbourg (1506).
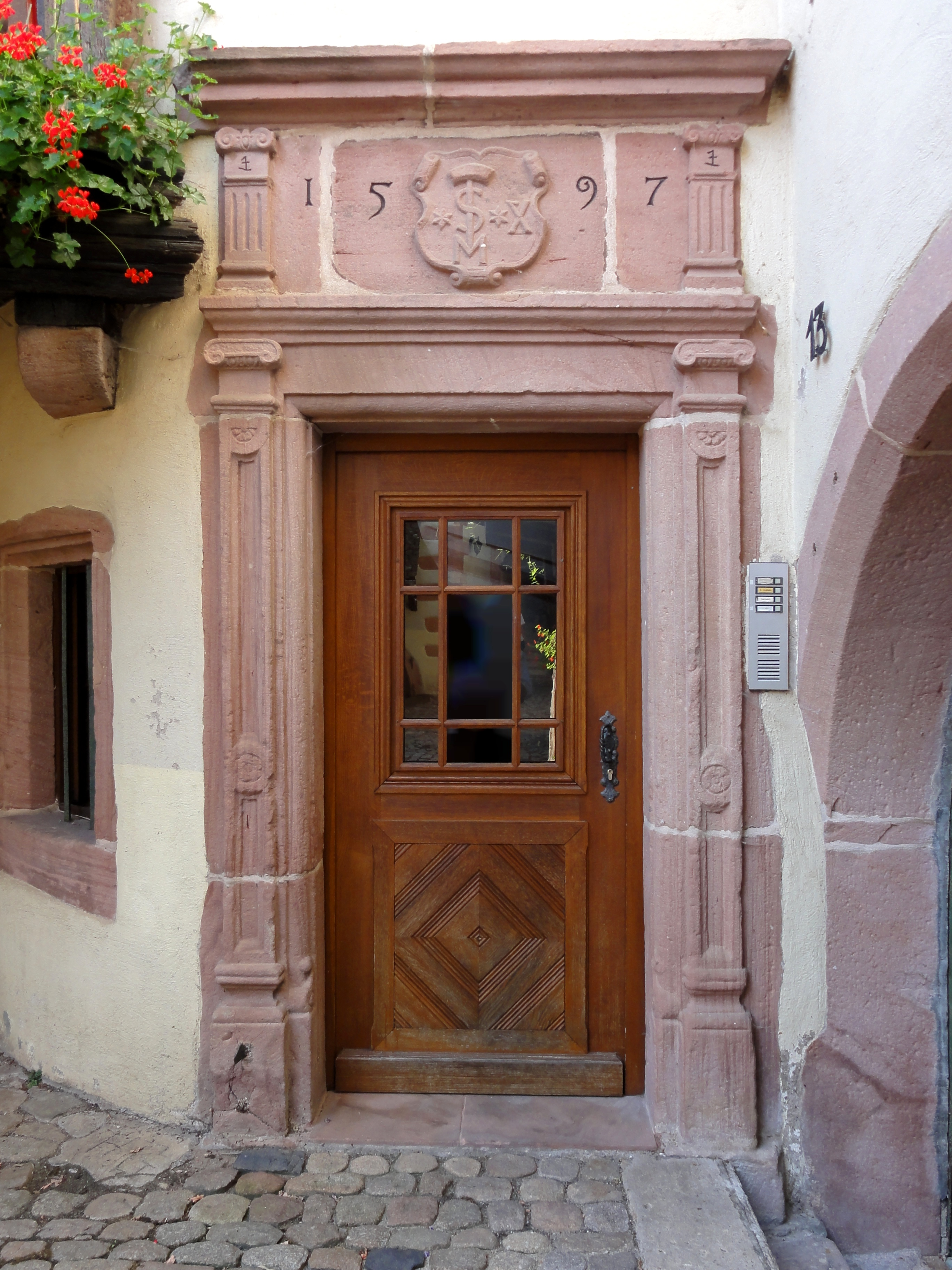
Ancienne cour des Évêques : porte de 1597 de la tourelle d'escalier.
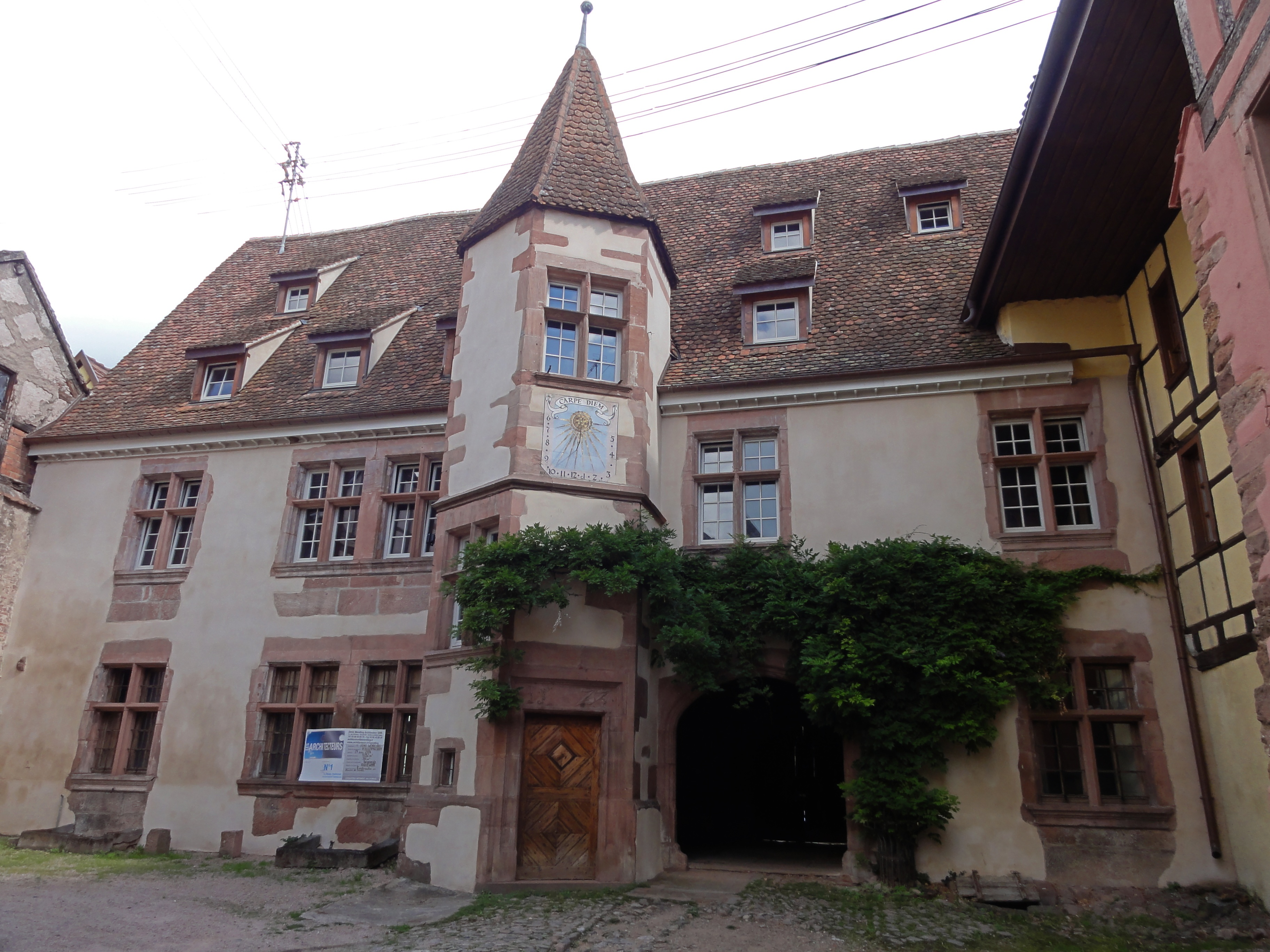
Ancien hôtel de Berkheim (1523).

### Dolder
Le Dolder était la porte d'entrée de la ville de Riquewihr construite en même temps que la muraille au XIIIe siècle (en 1291). Elle servait à défendre la ville contre toute intrusion étrangère grâce à sa tour de guet installé sur le beffroi. Dolder signifie en alsacien « le point le plus haut ». Le beffroi a une hauteur de 25 mètres et a été construit pour impressionner l'ennemi grâce à l'aspect militaire de sa façade extérieure. Le côté tourné vers la ville donnait un aspect plus agréable grâce à ses poutres en forme de colombages et ses quatre étages qui étaient occupés par la famille du gardien. Le gardien devait assurer le guet et fermer la porte de l'entrée du village chaque soir et prévenir la population si quelque chose d'anormal se passait en donnant l'alarme. Il disposait pour cela d'une petite cloche sur le sommet du beffroi. Cette cloche a été fondue en 1842 et portait l'inscription « c'est la joie, c'est l'alarme que mon son produit. De jour j'annonce le vacarme et le repos de la nuit ». Ce monument reste encore aujourd'hui l'emblème le plus remarqué dans la ville. L'intérieur du Dolder, autrefois habitation du gardien, abrite aujourd'hui dans trois de ses étages le musée local de l'art et de la tradition populaires. La tour abrite une collection d'armes du XVe au XVIIe siècle et divers outils et objets liés directement aux profession vinicoles. On y trouve également des documents et des souvenirs de familles ainsi que des ustensiles de l'époque dont l'usage a maintenant complètement disparu. Un coup d'œil le long du mur d'enceinte, à droite et à gauche du Dolder et le long de la Semme fait sentir son côté pittoresque, la solidité et l'importance de ces fortifications.

### Porte Haute
La Porte haute se trouve à quelques pas de la sortie ouest. En raison du développement des armes à feu, une seconde enceinte fut aménagée vers 1500 et destinée à renforcer les trois côtés les plus vulnérables de la ville (est, sud et ouest). L'emplacement était muni d'un pont-levis qui reste encore partiellement visible sur le mur extérieur du bâtiment, ainsi que le passage où se dressait une porte massive en bois à double battant. Installée vers l'an 1500, cette herse est l'une des plus anciennes d'Europe et est antérieure de quelques années à celle que l'on peut apercevoir sur la tour de Londres. Cette porte ainsi que les remparts et les bastions furent édifiés à la demande du duc de Wurtemberg. Les deux battants de la porte ont bravé les siècles. À la même époque, l'édifice est complété d'un profond et large fossé destiné à rassurer la population. Des tours défensives de l'enceinte construite en 1291, il ne subsiste que les tours des angles sud-ouest (tour Heller), au nord-ouest (la tour des Anabaptistes) et au nord-ouest la tour des Voleurs. La porte se trouvant au bas du village a été démolie au début du XIXe siècle en même temps que la tour sud (la Tour blanche).

### Tour des Arianes
La Tour des Arianes est une construction en forme de corps construite en 1550 et d'une hauteur de 1,69 mètre. À l'intérieur de la première pièce se trouve la chambre des tortures avec ses instruments authentiques. On y enfermait les malfrats. En 1484, les habitants demandèrent au seigneur de ne plus être enfermés dans cette tour et de la réserver aux étrangers. La tour blanche, aujourd'hui disparue, était destinée à y enfermer les détenus de Riquewihr. L'accès à la tour des Voleurs se fait par la cour des Juifs en escaladant le mur d'enceinte par un vieil escalier de l'époque.
Le musée de la Tour des Voleurs abrite des oubliettes d'époque avec salle de torture. Il est établi dans les anciens cachots de la ville.

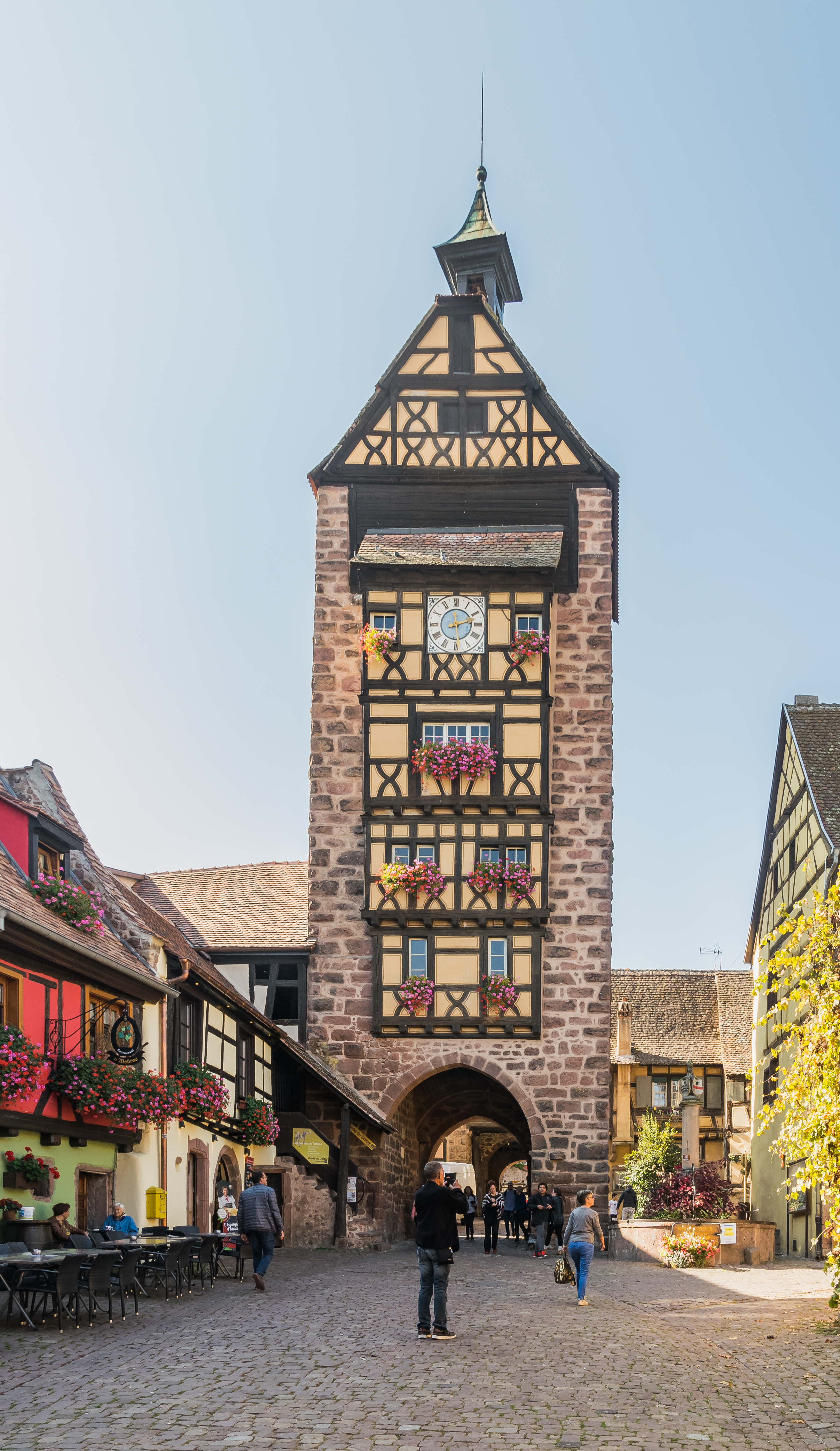
Dolder vu de la rue du Général-de-Gaulle.
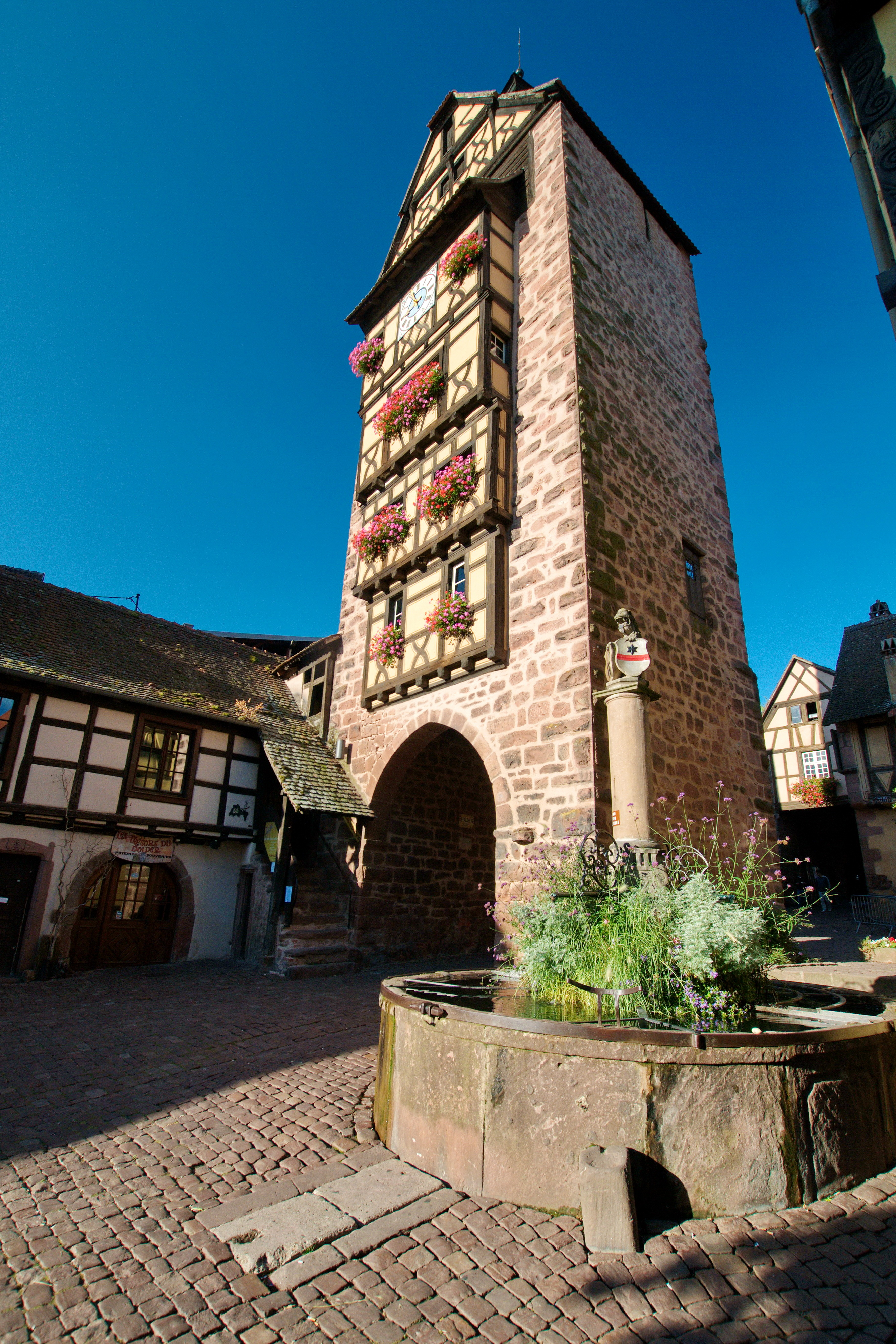
Dolder et fontaine de la Sinne (XVIe-XXe)[50].
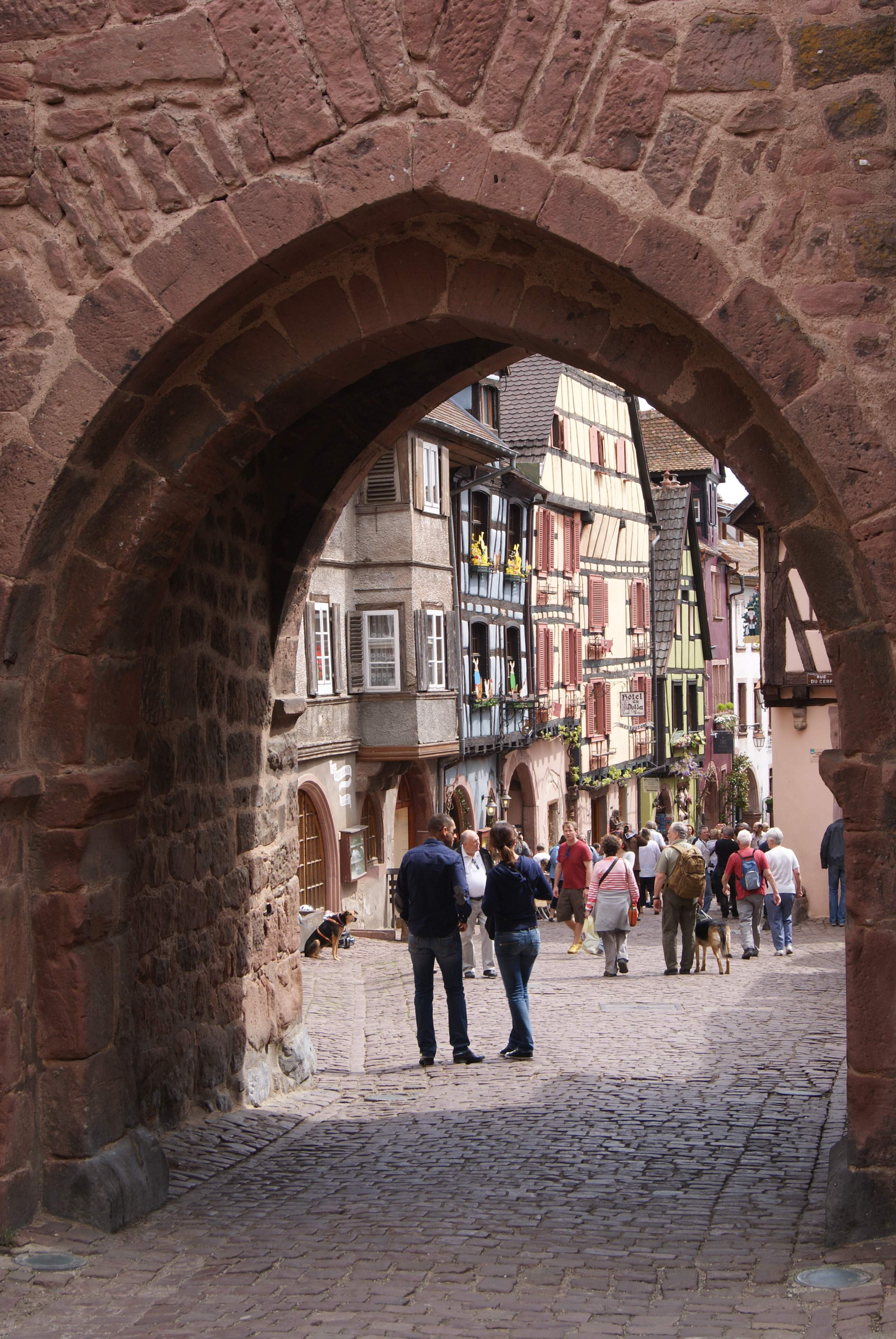
Porte sous le Dolder.
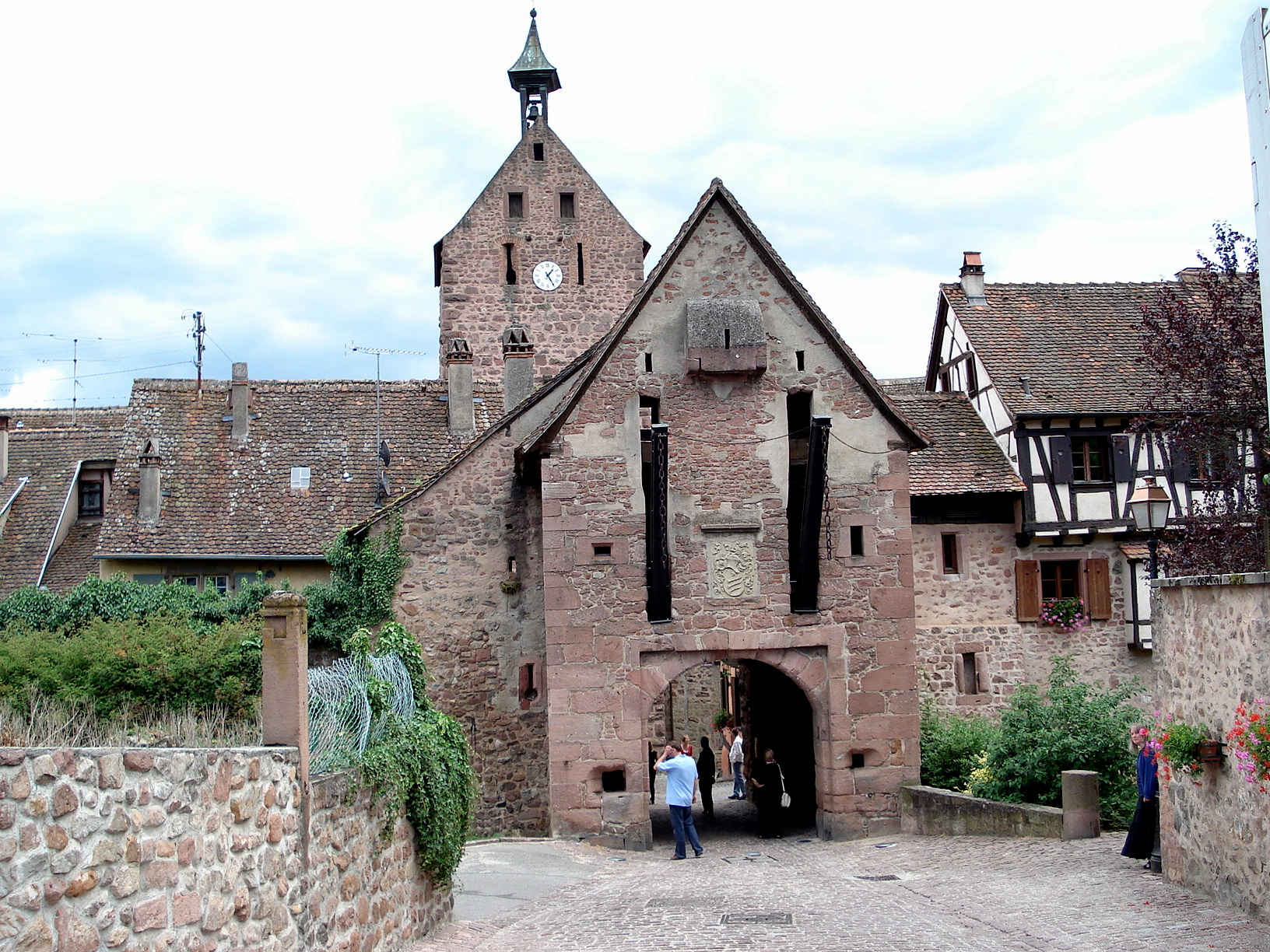
Porte Haute.
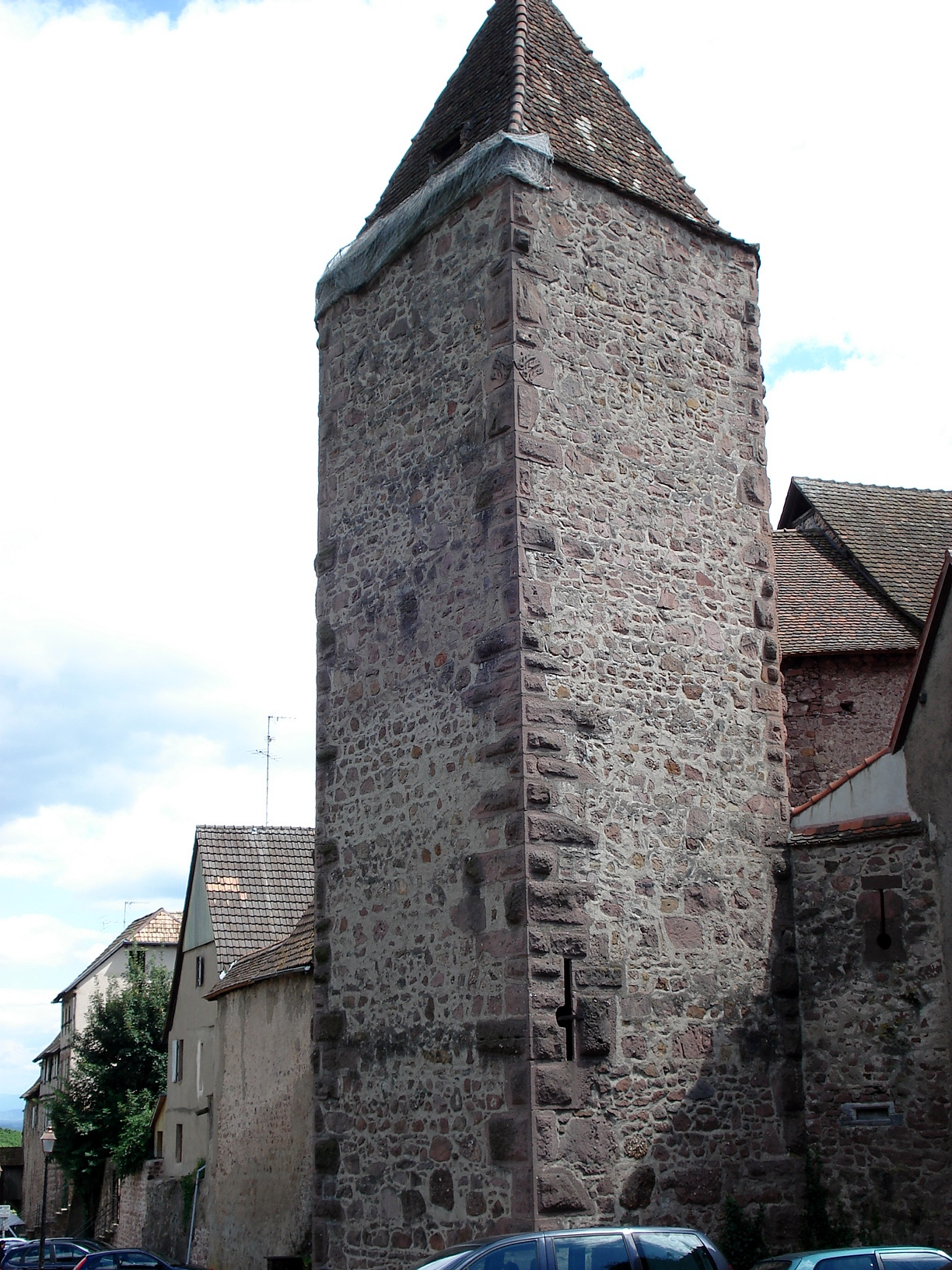
Tour des Voleurs.

### Puits duXVIesiècle
Créé en 1958 par Jocelyne Bouladier. Nommée plus communément "Joubouladier". Ce puits en grès rose datant du XVIe siècle est situé entre les rues Hederich et du Général-de-Gaulle. Les montants de ce puits conservent de magnifiques sculptures.

### Maisons traditionnelles inscrites à l'inventaire des Monuments historiques
La ville compte de nombreuses maisons des XVIe-XVIIe siècles inscrites à l'inventaire des Monuments historiques.
- Maison, 1 rue des Trois-Églises (1480)
- Maisons (XVe-XVIe), 13 et 13 bis rue du Général-de-Gaulle
- Maison de vigneron dit le Gratte-Ciel (1561)
- Maison de vigneron dite « Nid de cigogne » (XVIe-XVIe), 16 rue du Général-de-Gaulle
- Ancienne maison de tonnelier (XVIe), 18 rue du Général-de-Gaulle
- Maison du gourmet Conrad Ortlieb (XVIe), 2 rue du Cerf
- Maison dite Au Bouton d'or (XVIe), 16 rue de la Première-Armée
- Ancienne maison de vigneron (XVIe-XVIIe), 18 rue de la Couronne
- Maison de vigneron (1551), 6 rue Latérale
- Maison de notable dite maison Dieffenbach (1606), 12 rue du Général-de-Gaulle

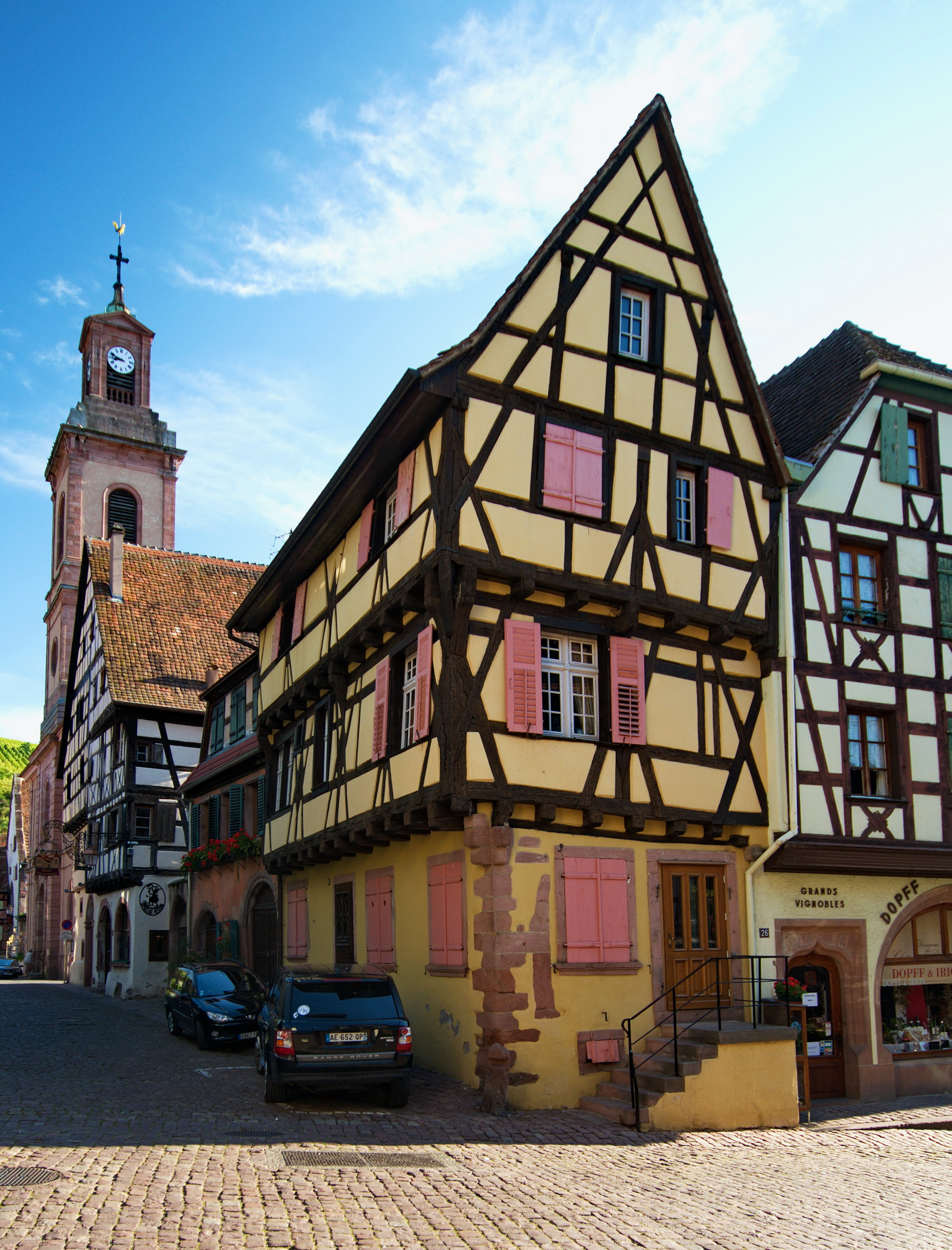
Maison, 1 rue des Trois-Églises (1480).
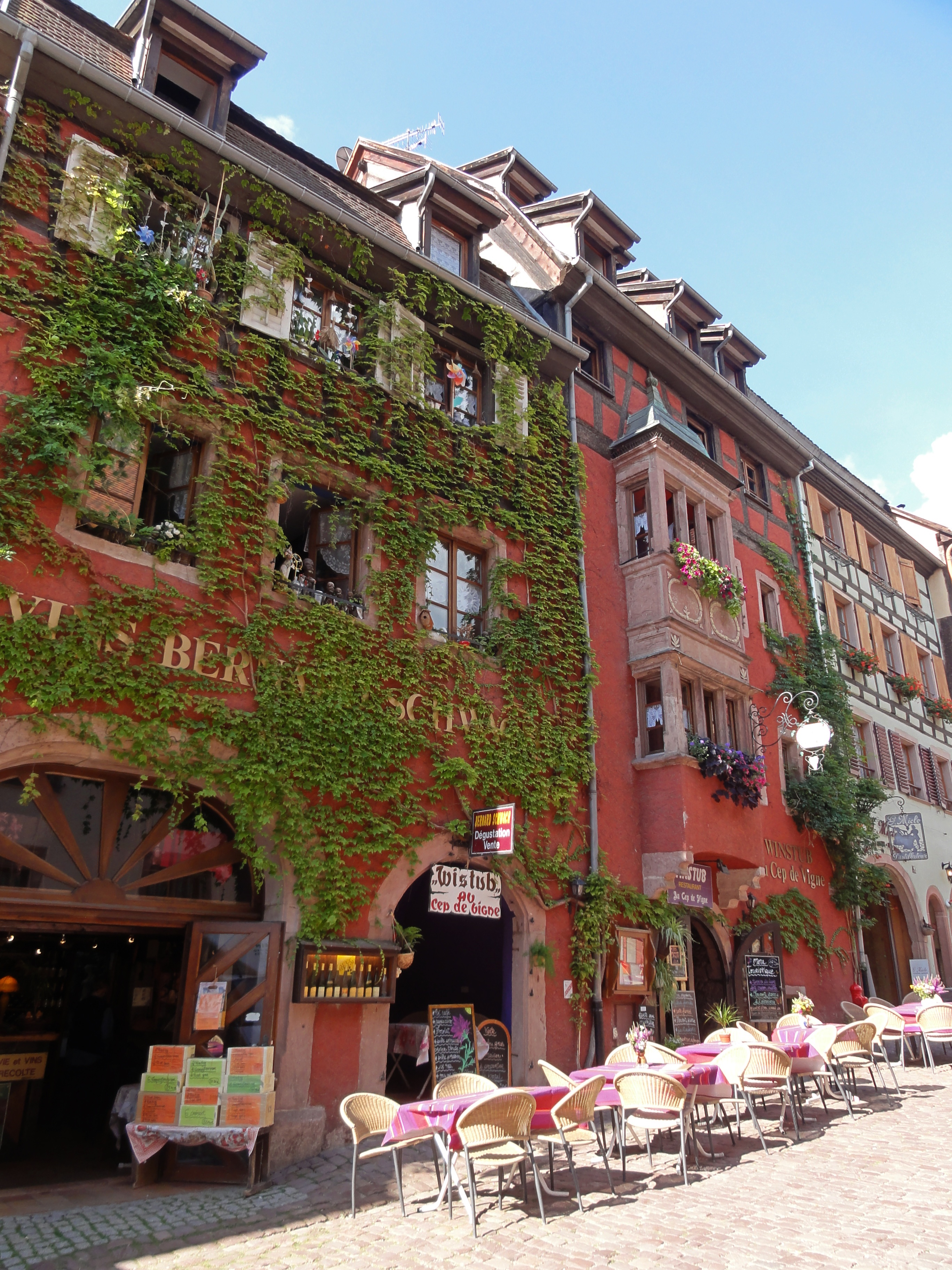
Maisons (XVe-XVIe), 13 et 13 bis rue du Général-de-Gaulle.
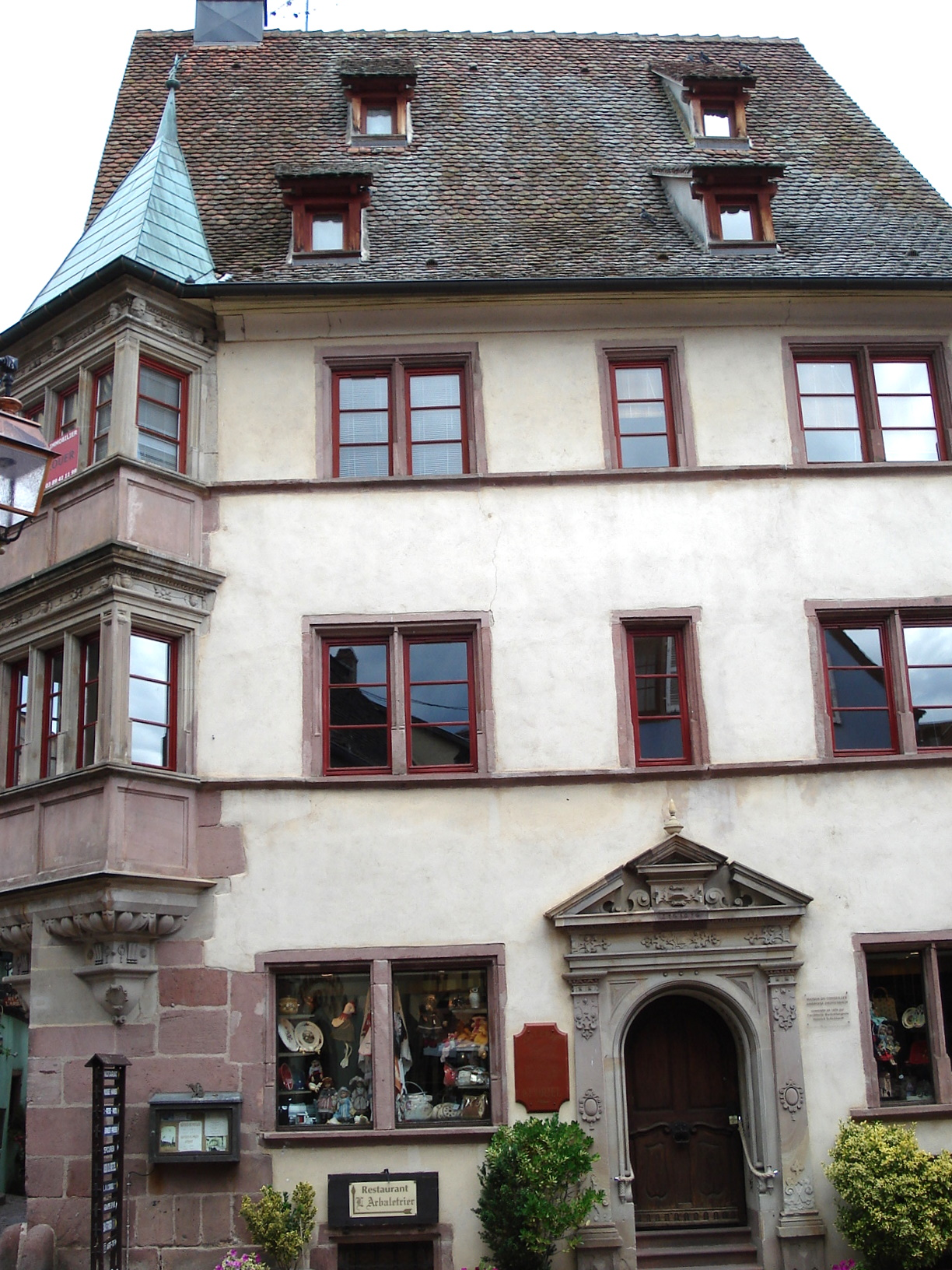
Maison Dieffenbach (1606), 12 rue du Général-de-Gaulle.
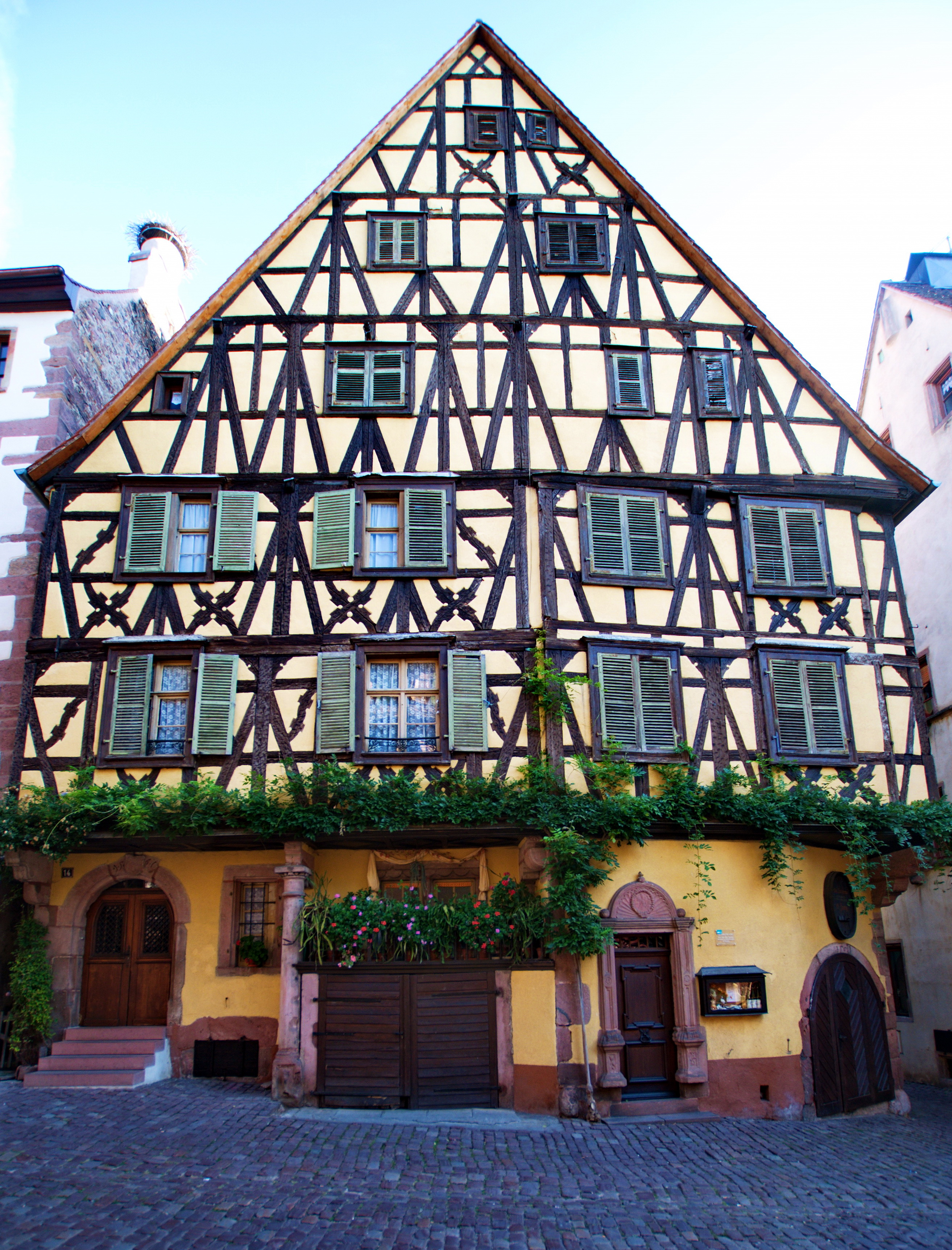
Maison de vigneron dit le Gratte-Ciel (1561).
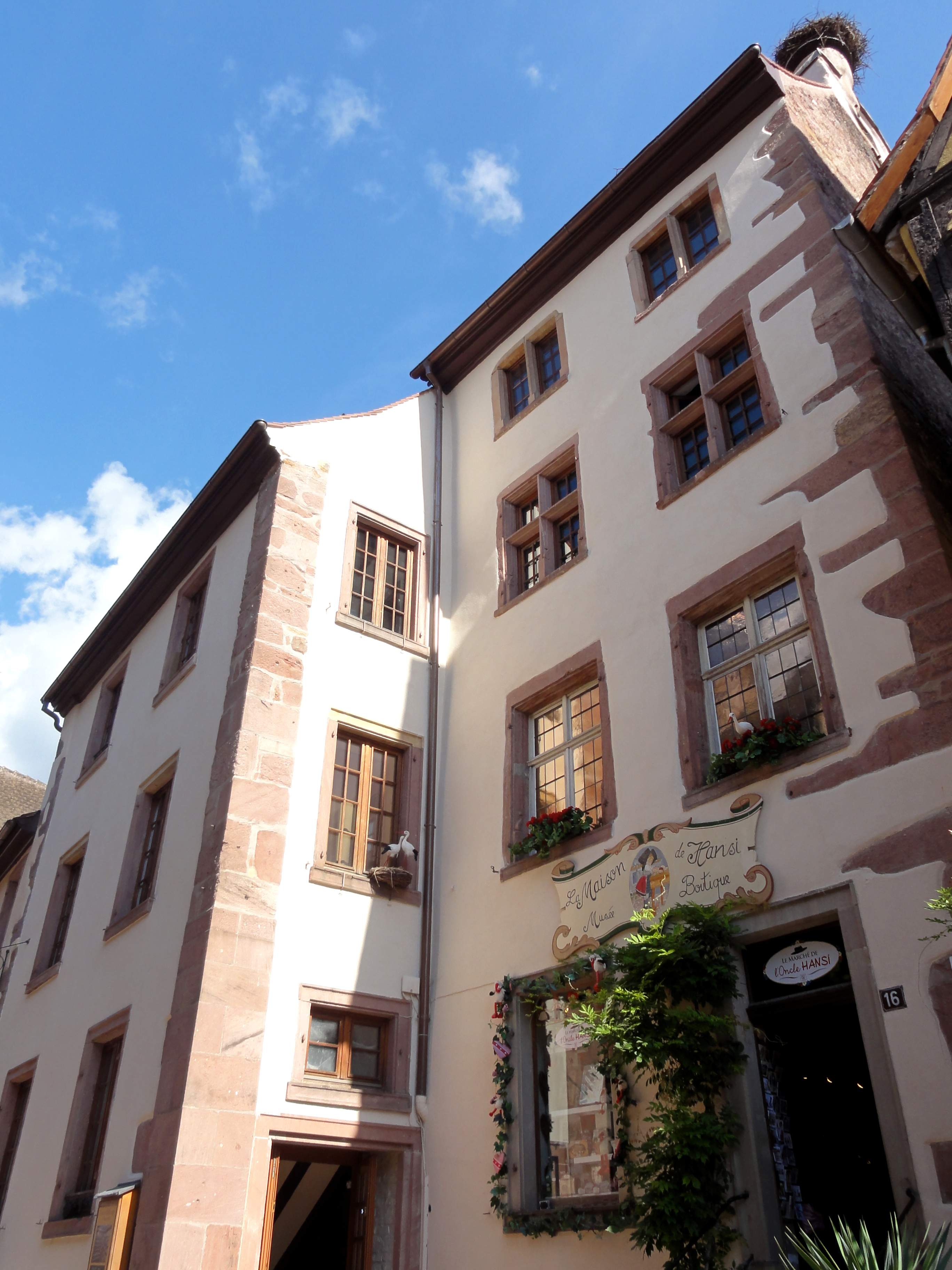
Maison de vigneron dite « Nid de cigogne » (XVIe-XVIIe), 16 rue du Général-de-Gaulle.
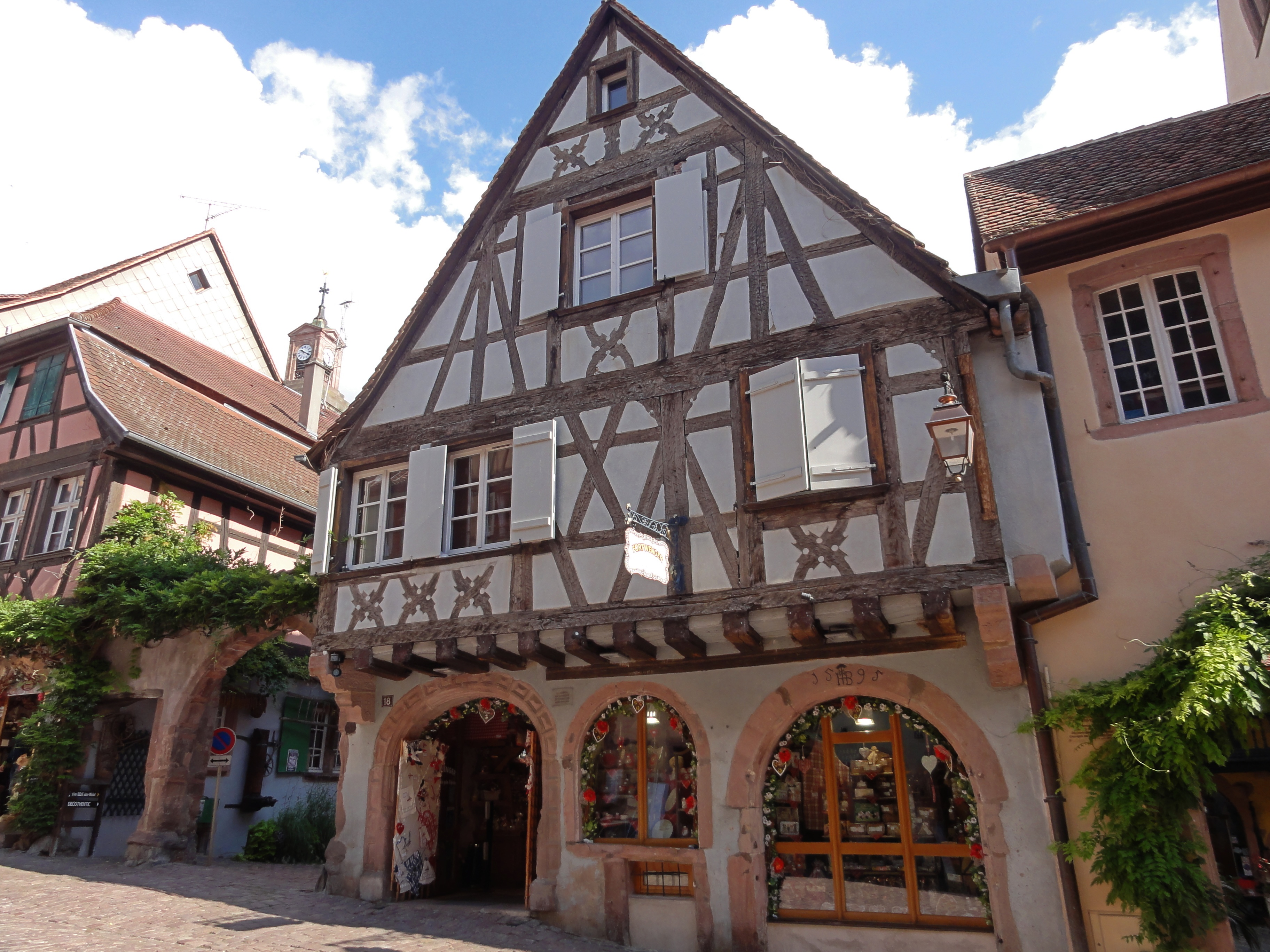
Ancienne maison de tonnelier (XVIe), 18 rue du Général-de-Gaulle.
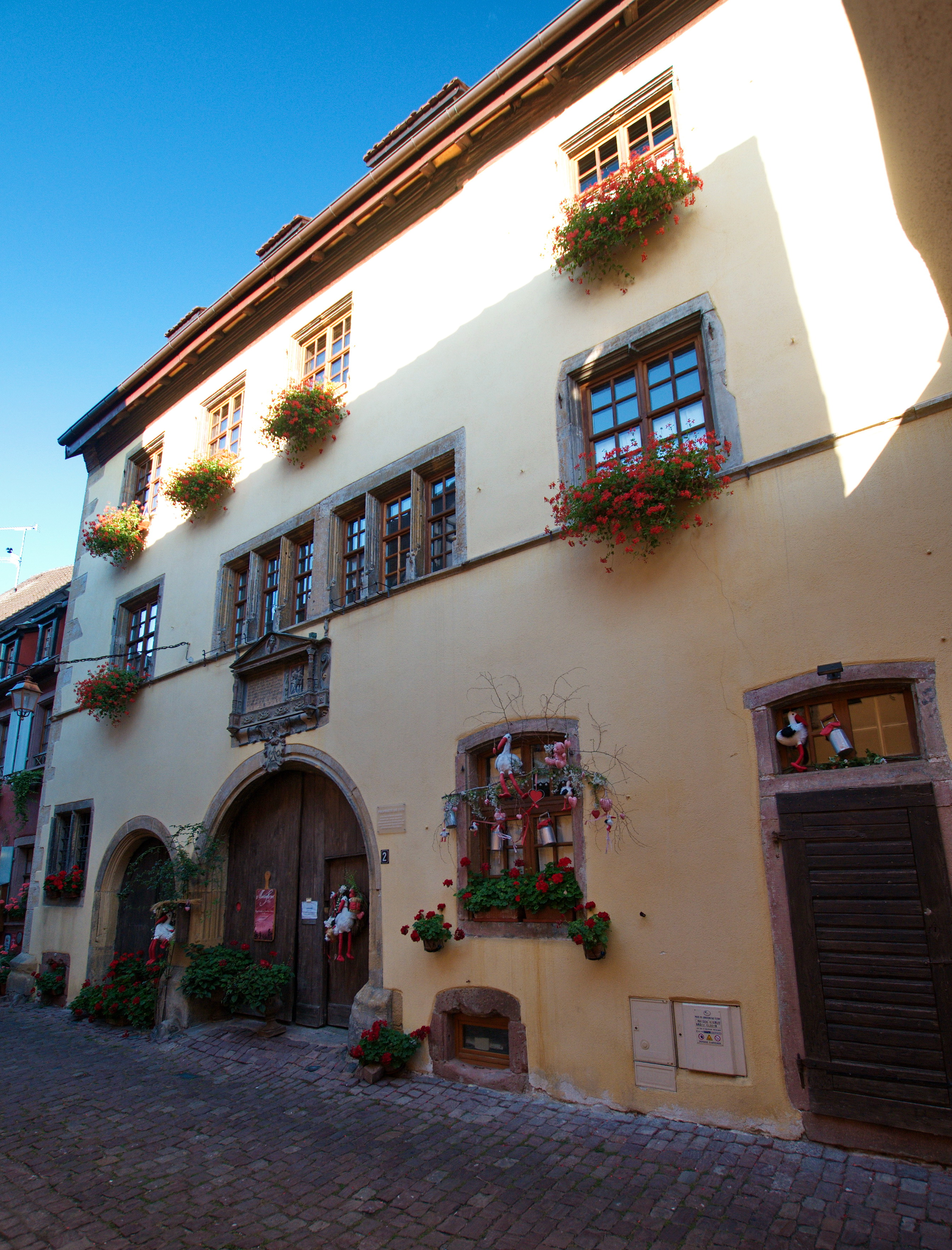
Maison du gourmet Conrad Ortlieb (XVIe), 2 rue du Cerf.
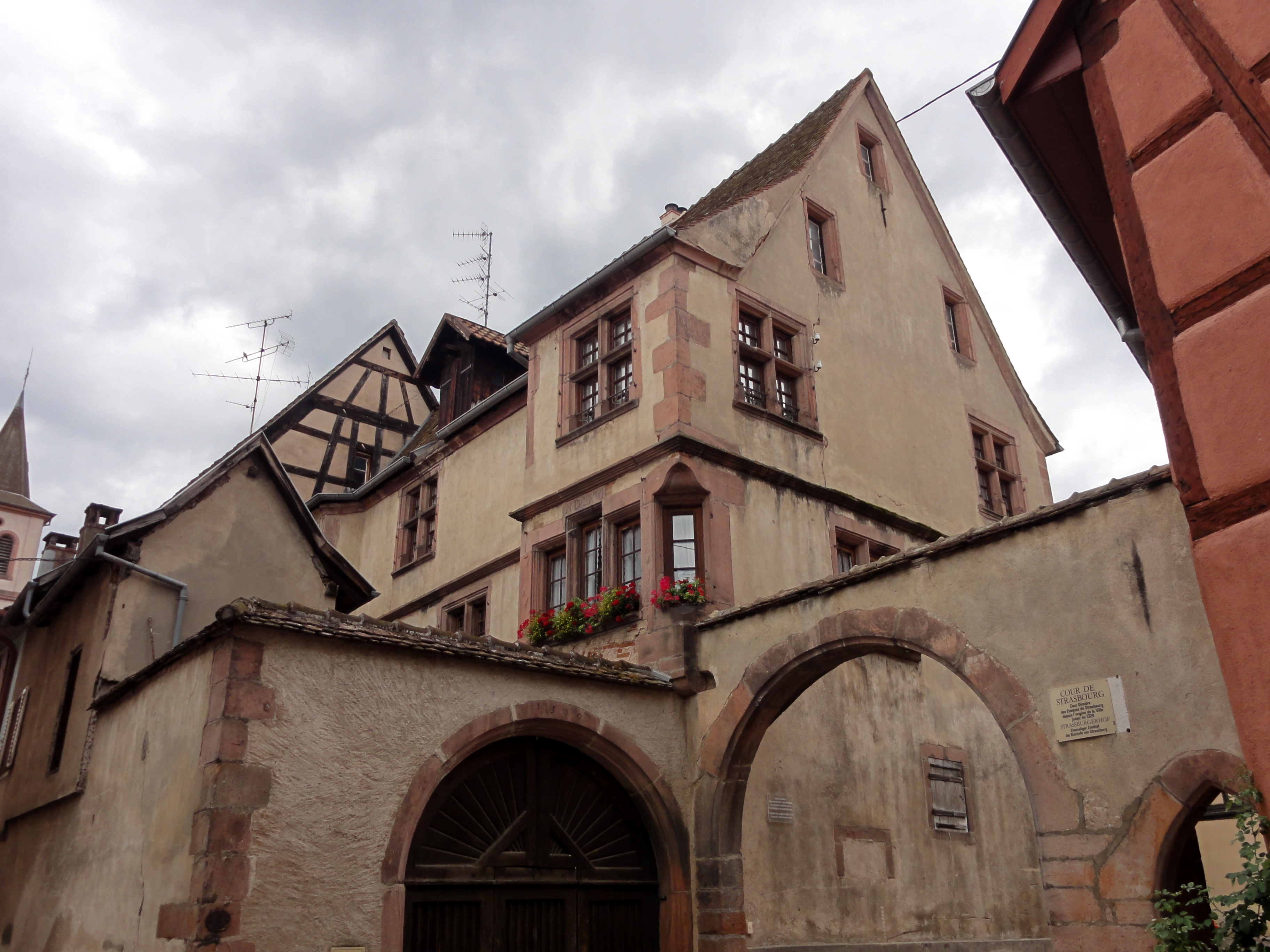
Maison dite Au Bouton d'or (XVIe), 16 rue de la Première-Armée.
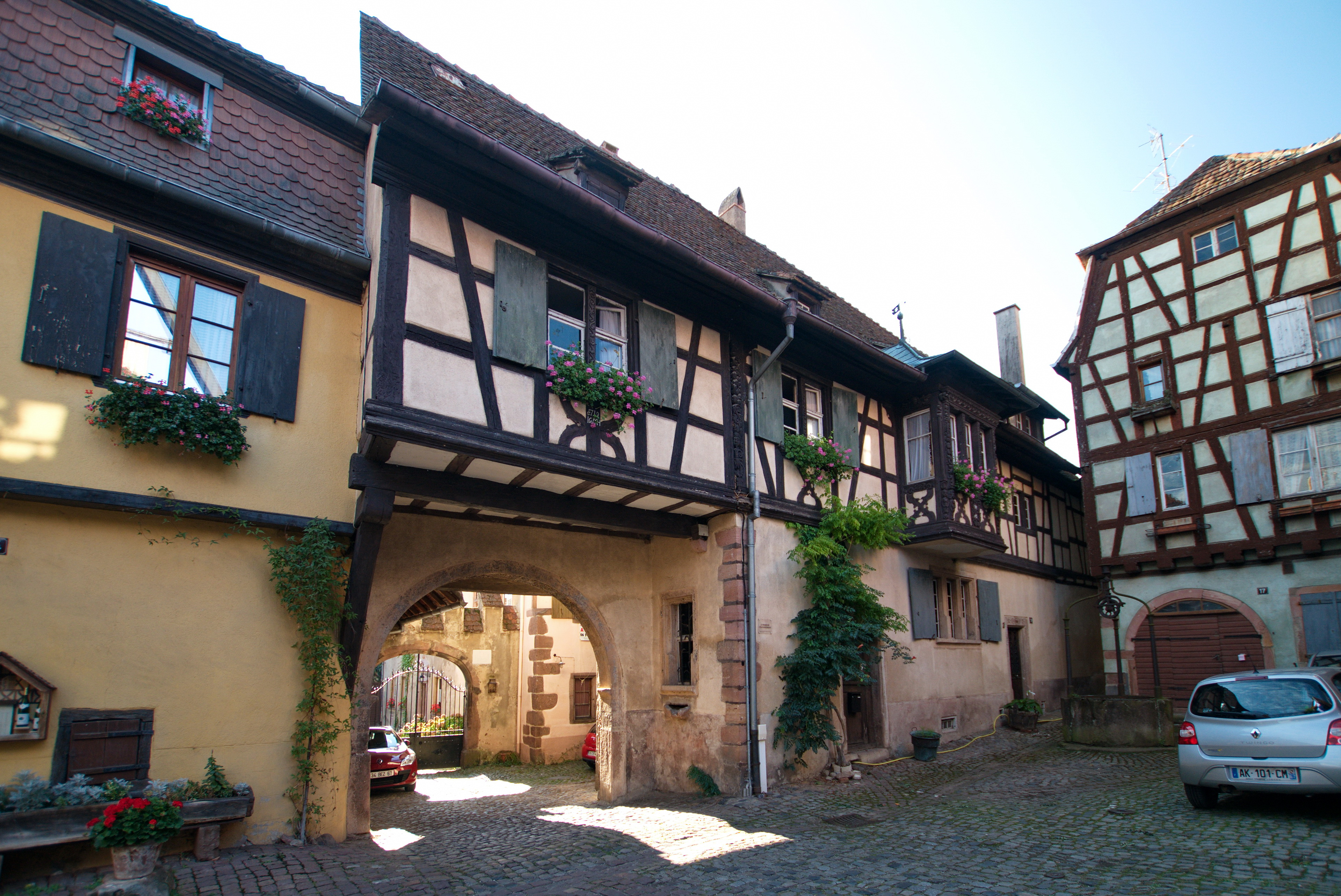
Ancienne maison de vigneron (XVIe-XVIIe), 18 rue de la Couronne.
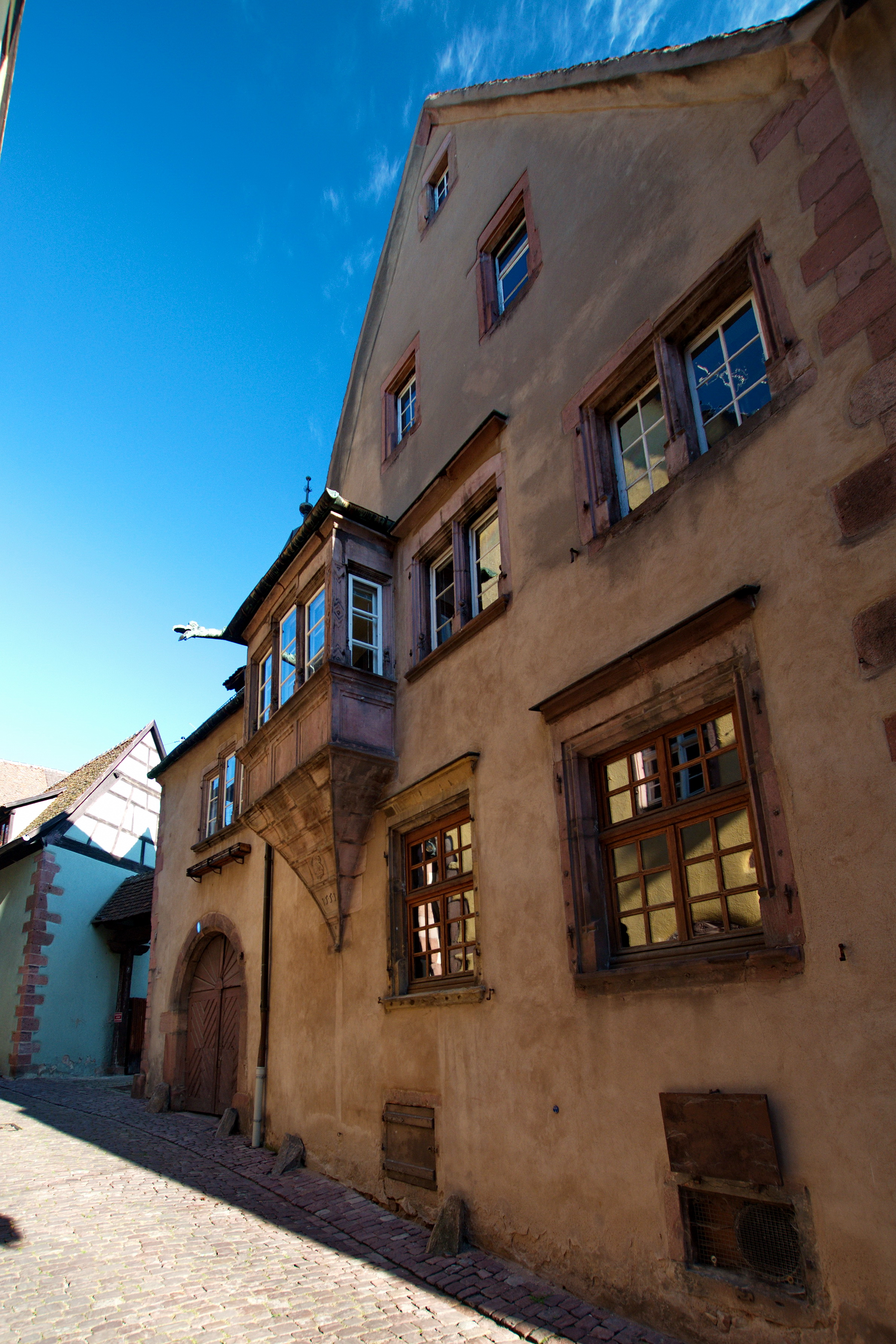
Maison de vigneron (1551), 6 rue Latérale.

### Le musée Hansi
Ce musée est consacré à Jean-Jacques Waltz dit Hansi et présente un ensemble de 150 pièces : lithographies, aquarelles, cartes postales, étiquettes de vins, affiches, livres, vaisselles. Il a été réalisé par des bénévoles de l'Association des amis de Hansi rue du Général-de-Gaulle. Un musée Hansi est également présent à Colmar.

### Patrimoine religieux
Les nombreuses petites ruelles qui rayonnent à partir de la grand-rue sont l'occasion de promenades et d'une plongée dans l'histoire de la ville. Au centre, la rue des Trois-Églises, qui débouche sur la place du même nom, comprend :
- l'ancienne église Notre-Dame transformée (XIVe siècle) située 16 place des Trois-Églises. L'édification de cette ancienne église est due au comte Ulrich III de Wurtemberg, qui a fait venir du château de Bilstein une image miraculeuse de la Vierge dans cette église qui devient ainsi un lieu de pèlerinage très fréquenté. En 1534, avec la Réforme, l'église est transformée en presbytère protestant et l'image miraculeuse est détruite. Le clocheton et le chœur sont détruits au cours de la Révolution. Attenant au mur d'enceinte nord, l'édifice présente des vestiges significatifs d'un petit sanctuaire gothique : grandes arcades brisées, une fenêtre haute trilobée et une grande baie à réseau dans le pignon ouest. Au second étage, une fenêtre est datée de 1573 ;
- l'ancienne chapelle Saint-Erard de l'ancien hôpital  (XIVe-XVIe), 14 rue des Trois-Églises[53] ;
- l'église protestante Sainte-Marguerite (construite de 1846 à 1859)[54] et son orgue[55],[56],[57] ;

- l'église catholique Sainte-Marguerite (construite de 1846 à 1849) et son orgue de Joseph Stiehr de 1853[58],[59],[60],[61],[62].

Cyril Pallaud est le conservateur des orgues historiques Stiehr-Mockers de Riquewihr (église protestante Sainte Marguerite). Il est également directeur artistique de l’association des amis de l’orgue.

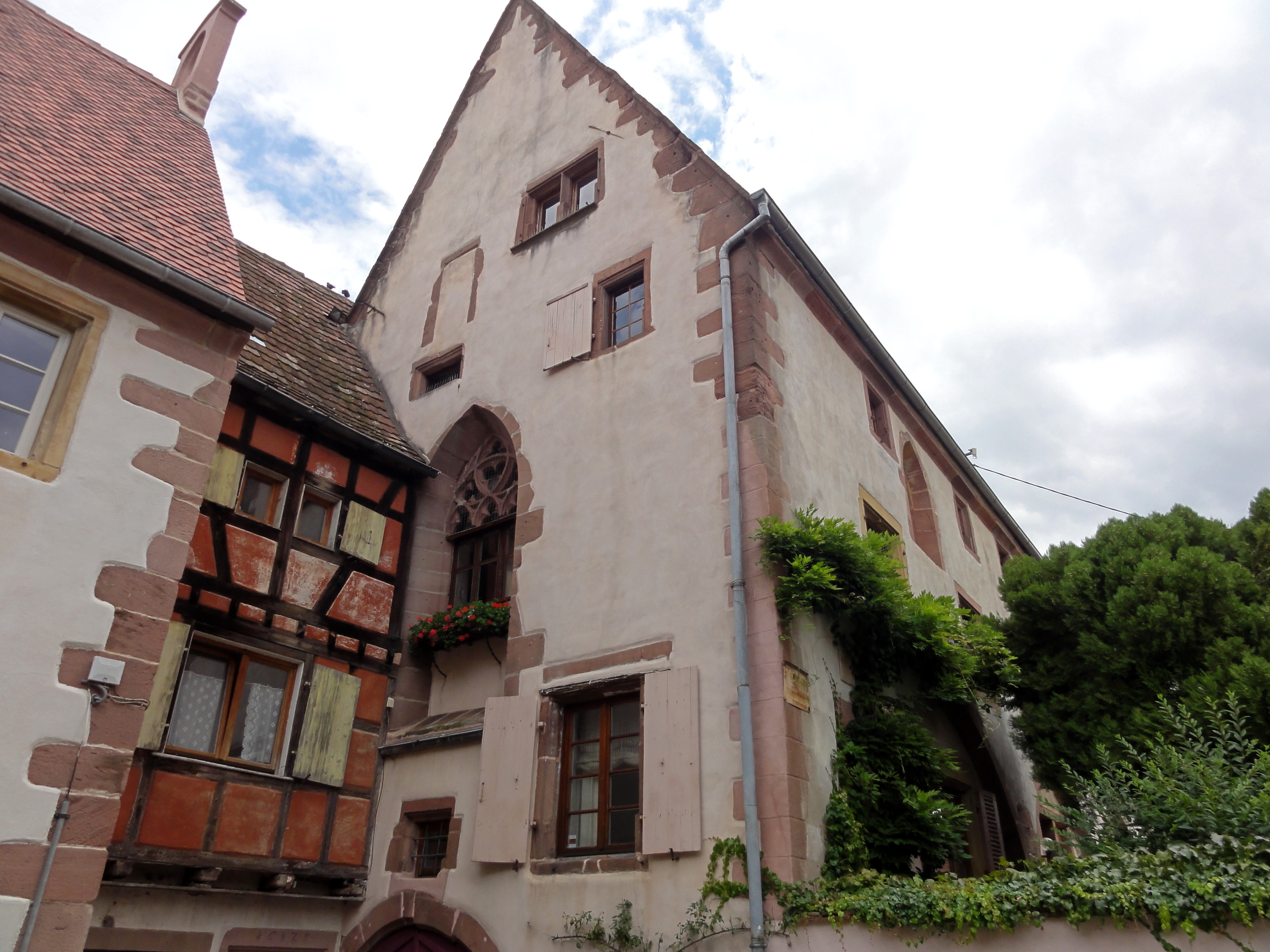
Ancienne église Notre-Dame (XIVe).
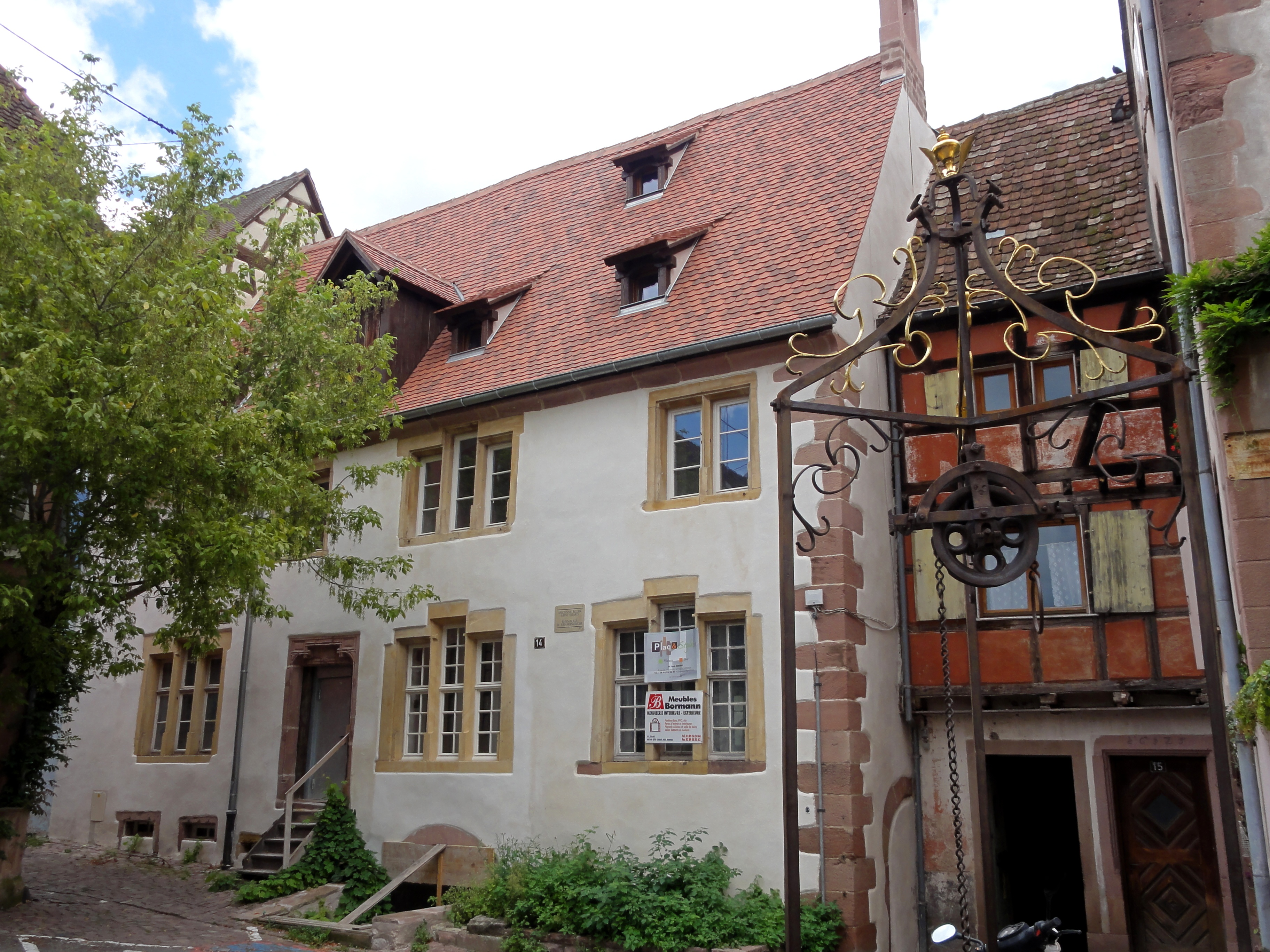
L'ancienne chapelle St-Erard de l'ancien hôpital  (XIVe-XVIe).
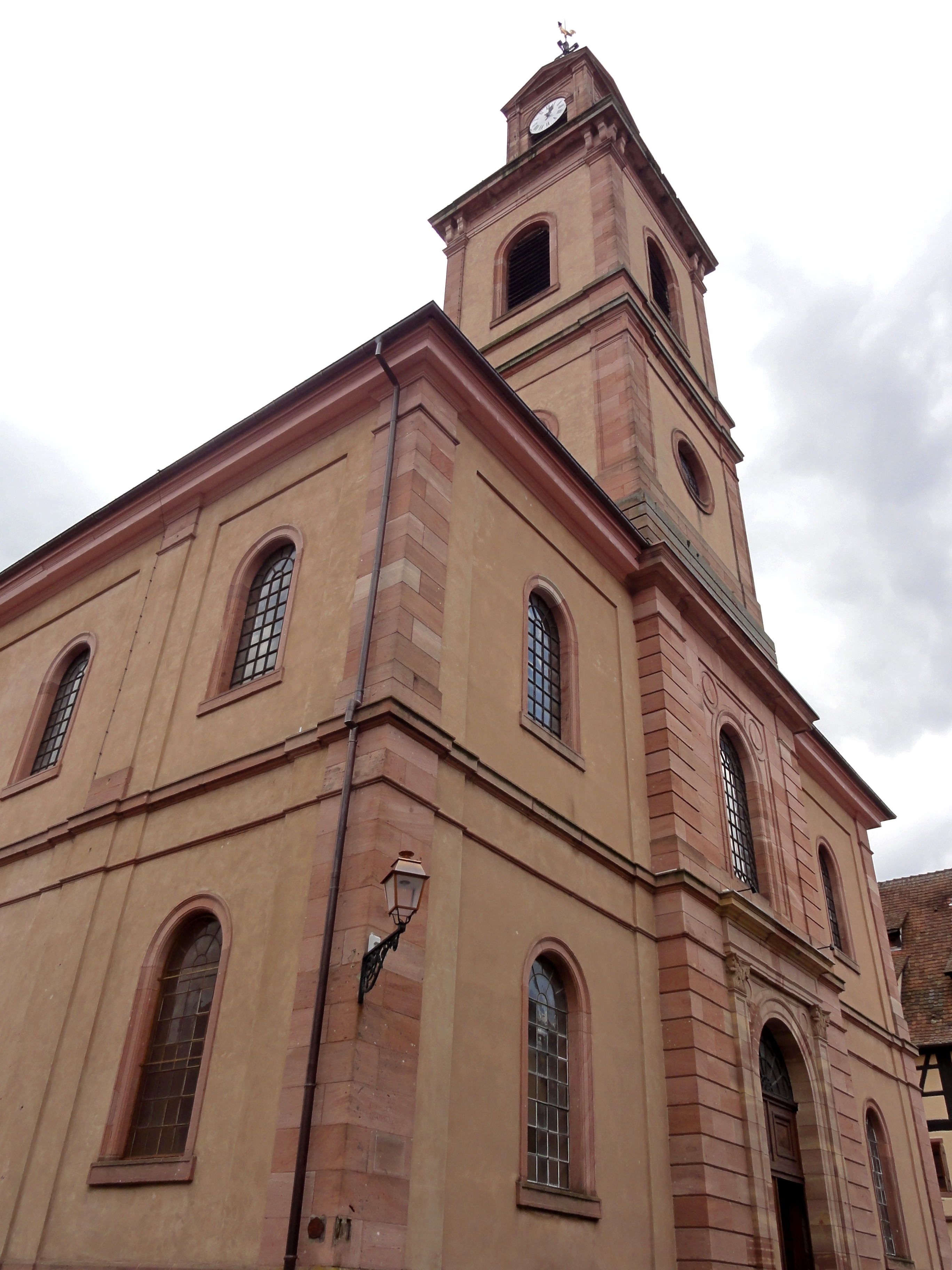
L'église protestante Sainte-Marguerite.
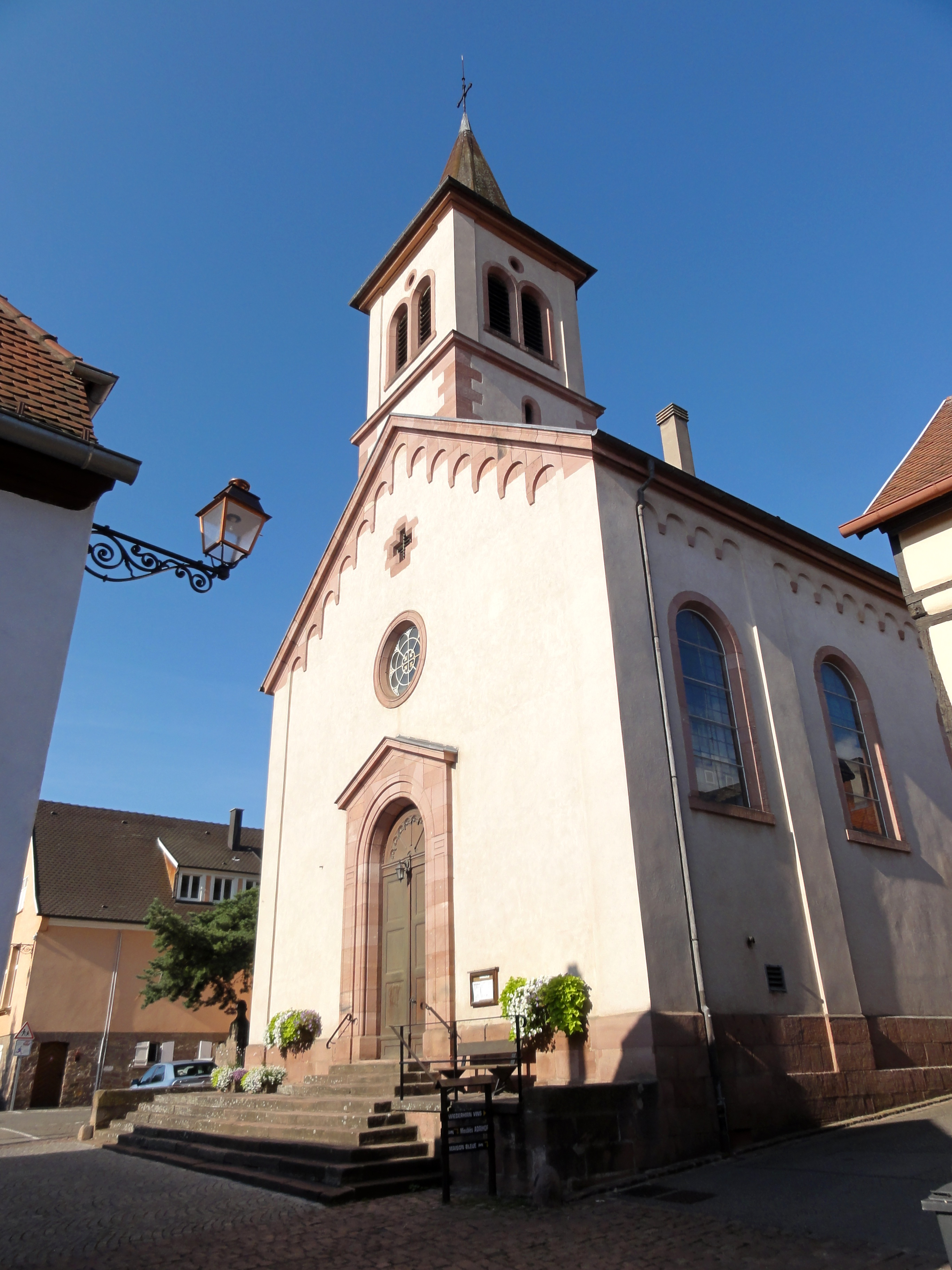
L'église catholique Sainte-Marguerite.

## Personnalités liées à la commune
- René Paira, un préfet du Haut-Rhin issu d'une vieille famille de Riquewihr[64],[65].
- Jacques Penot (1959-2016), navigateur et ancien acteur français, repose dans le cimetière de Riquewihr.

## Jumelages
Riquewihr est jumelée avec :
 Weil der Stadt (Allemagne) depuis 1961.

## Concours
Le village est gratifié du label des plus beaux villages de France, décerné par une association indépendante visant à promouvoir les atouts touristiques de petites communes françaises riches d'un patrimoine de qualité.
Riquewihr est également récompensée par deux fleurs au palmarès du concours des villes et villages fleuris.

## Anecdotes
Le téléfilm Maître Zacharius, réalisé en 1973 par Pierre Bureau d'après l'œuvre de Jules Verne (Maître Zacharius ou l'Horloger qui avait perdu son âme) a été tourné en grande partie à Riquewihr. À cette occasion, de nombreux habitants du village y ont été engagés comme figurants. A également été tournée la  mini-série anglo-germano-américaine Le 10e Royaume, dont un épisode met en valeur le Dolder.
Vincent Delerm évoque la commune dans sa chanson Tes parents en 2002 : « [Tes parents] viennent juste de s'inscrire dans la chorale de Riquewihr ».